# Jurafrage

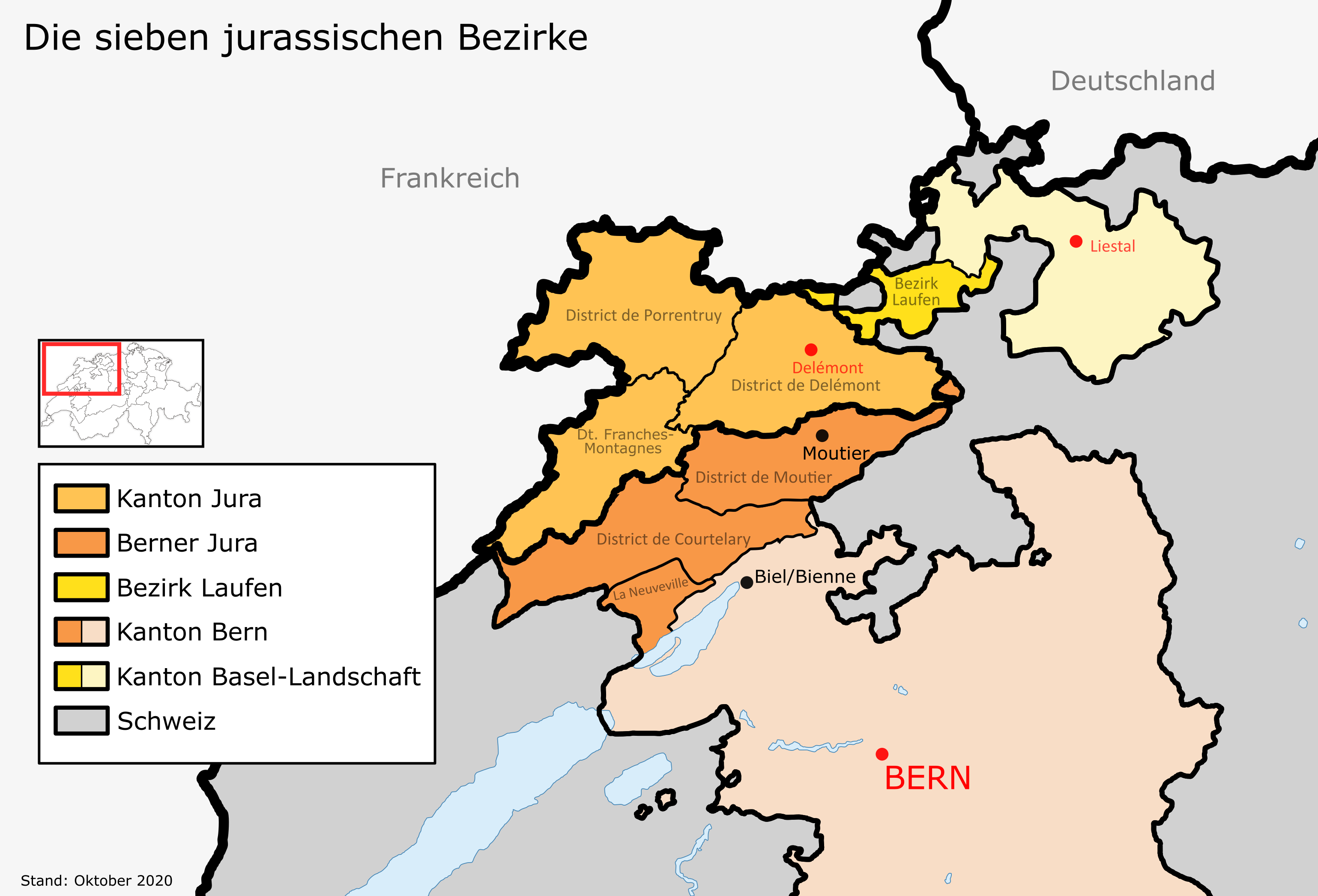
Die sieben jurassischen Bezirke

Die Jurafrage (französisch Question jurassienne), auch Jurakonflikt (Conflit du Jura) genannt, ist eine politische Auseinandersetzung im Jurabogen im Nordwesten der Schweiz. Seit dem 19. Jahrhundert versteht man darunter ein Minoritätenproblem, das sich aus der Angliederung des ehemaligen Fürstbistums Basel an den mehrheitlich deutschsprachigen, protestantischen Kanton Bern und der daraus entstandenen Abhängigkeit der französischsprachigen, katholischen Bevölkerung ergeben hat. Der Konflikt eskalierte Mitte des 20. Jahrhunderts und gipfelte in der Gründung des Kantons Jura im Norden der Region, während der Berner Jura im Süden beim Kanton Bern verblieb. Im weiteren Sinne zur Jurafrage gezählt wird auch die Angliederung des Laufentals an den Kanton Basel-Landschaft, auch wenn die Ursachen dort anders gelagert waren.
Im Jahre 1815 schlug der Wiener Kongress das fürstbischöfliche Territorium dem Kanton Bern zu. In den 1820er Jahren regten sich unter liberalem Einfluss erstmals separatistische Bestrebungen. Fünf Jahrzehnte später stellten sich katholisch-konservative Kreise während des Kulturkampfes gegen die bernische Religionspolitik, was zu einer Entfremdung zwischen dem katholischen Nordjura und dem reformierten Südjura führte. Überkonfessionell war hingegen der Widerstand gegen Germanisierungsversuche. Eigentlicher Auslöser der Jurafrage und Initialzündung der Separatistenbewegung war 1947 die Moeckli-Affäre. Daraufhin kam es zu lang anhaltenden Spannungen zwischen dem separatistischen Rassemblement jurassien einerseits sowie der Kantonsregierung und der antiseparatistischen Force démocratique andererseits. Die Jurafrage spitzte sich in den 1960er Jahren zu, als die Front de libération jurassien mehrere Brand- und Sprengstoffanschläge verübte.
Um eine friedliche Beilegung des Konflikts herbeizuführen, fanden ab 1970 mehrere Volksabstimmungen statt. Am 23. Juni 1974 erfolgte die Zustimmung zur Gründung eines neuen Kantons, während 1975 der südliche Teil der Region sich für den Verbleib bei Bern aussprach. Der ab 1. Januar 1979 bestehende Kanton Jura umfasste daher nur drei Bezirke im Norden. Das Laufental, das zu einer Exklave geworden war, lehnte 1983 den Wechsel zum Kanton Basel-Landschaft zunächst ab. Nach der Aufdeckung der Berner Finanzaffäre musste die Abstimmung 1989 jedoch wiederholt werden; fünf Jahre später spaltete sich auch das Laufental ab. Daraufhin strebten die Kantone Bern und Jura eine endgültige politische Lösung an und schufen die von 1994 bis 2017 bestehende Interjurassische Versammlung. Die von ihr vorgeschlagene Wiedervereinigung des Kantons Jura und des Berner Jura scheiterte 2013. Hingegen stimmte Moutier, die grösste Stadt des Berner Jura, 2021 dem Kantonswechsel zu. Dieser soll 2026 erfolgen.
Die detaillierten Ergebnisse der Volksabstimmungen sind im Artikel Juraplebiszite zu finden.

## Ursprung des Konflikts

### Der Jura als Teil des Fürstbistums Basel

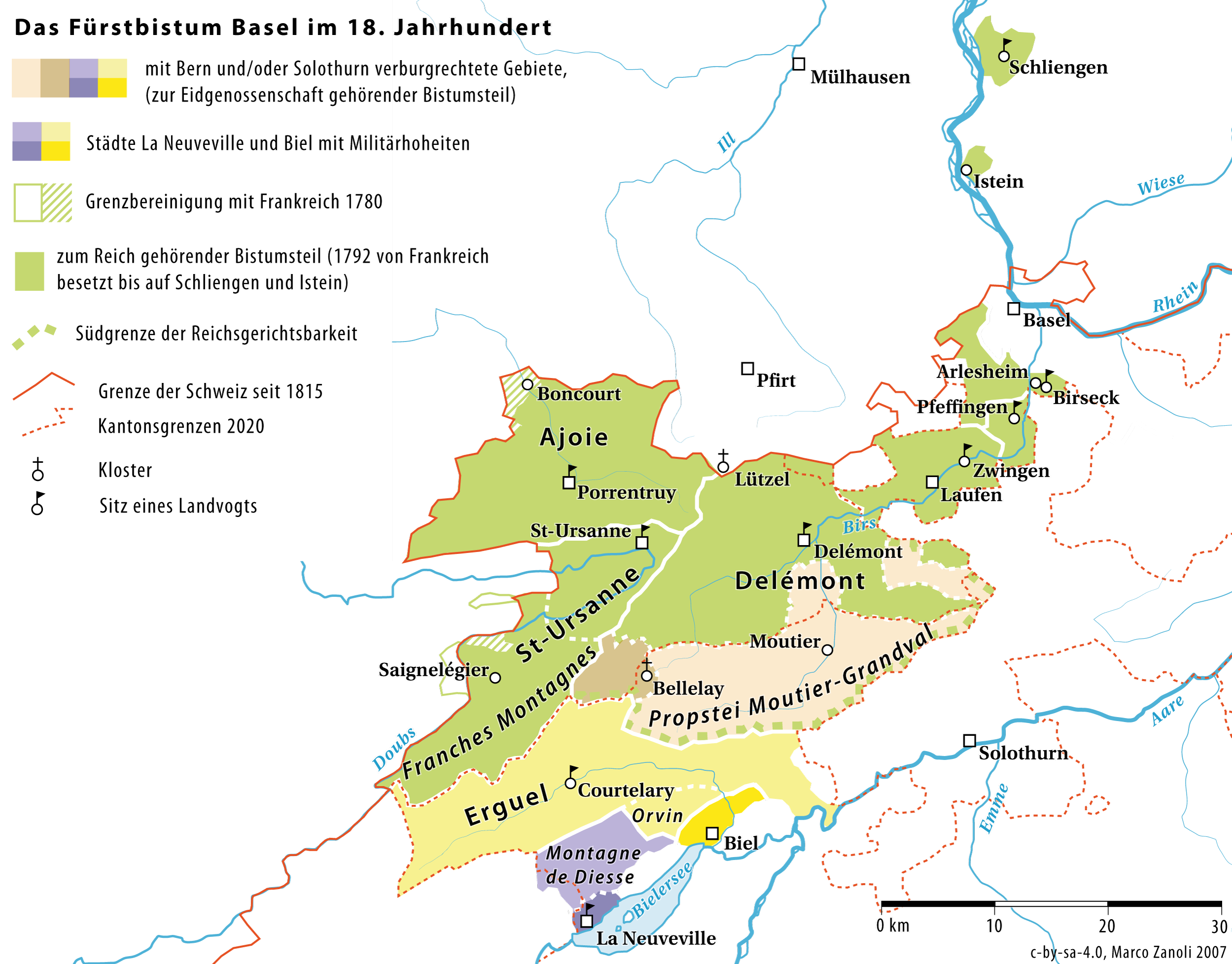
Territorium des Fürstbistums Basel im 18. Jahrhundert

Im Jahr 999 schenkte Rudolf III. von Burgund die Propstei Moutier-Grandval dem Bischof von Basel. Diese Schenkung bildete die Basis für die Expansion des Fürstbistums Basel in die überwiegend französischsprachigen Gebiete des Jurabogens. Das Territorium reichte von Basel bis an den Bielersee. Fehlende finanzielle Mittel und der Druck der Städte liessen die weltliche Macht der Fürstbischöfe ab dem 14. Jahrhundert schwinden. Während die Stadt Basel ein eigenes Herrschaftsgebiet aufzubauen begann, dehnte die Stadt und Republik Bern ihren Einfluss im Südjura durch Burgrechtsverträge aus. Inmitten der sich überschneidenden Hoheitsrechte erlangte der Südjura eine gewisse Autonomie und drängte den fürstbischöflichen Einfluss zurück. Dies ermöglichte es Bern, 1530 dort die Reformation einzuführen.
Ab Mitte des 16. Jahrhunderts siedelten sich Täufer an, die von Bern verfolgt und vom Fürstbistum geduldet wurden. Sie lebten weit abseits bereits bestehender Siedlungen in geographisch isolierten Einzelhöfen und widersetzten sich so jeglicher Assimilation. Da Basel 1528 ebenfalls reformiert geworden war, musste Fürstbischof Philipp von Gundelsheim seine Residenz nach Porrentruy verlegen. Jakob Christoph Blarer von Wartensee gelang es 1579, den Einfluss Basels im Norden zurückzudrängen und dort den Katholizismus endgültig durchzusetzen. Seine Bemühungen, verlorene Rechte im Südjura zurückzugewinnen, hatten nur zum Teil Erfolg und änderten nichts an der konfessionellen Trennung.

### Französische Herrschaft

Département Mont-Terrible

Im April 1792 besetzte die Französische Republik den Norden des Fürstbistums. Am 17. Dezember 1792 proklamierten revolutionäre Kräfte unter Joseph Antoine Rengguer die Raurakische Republik mit der Hauptstadt Porrentruy. Aufgrund der chaotischen Verwaltung und erbitterter Auseinandersetzungen in der raurakischen Nationalversammlung annektierte Frankreich seine Tochterrepublik am 23. März 1793. Mit Ausnahme der Landvogtei Schliengen bildete nun der gesamte Norden des Fürstbistums das Département Mont-Terrible. Die französisch besetzte württembergische Grafschaft Montbéliard gehörte ab 1. März 1797 ebenfalls dazu. Ende 1798 annektierte Frankreich auch die südlich des Col de Pierre Pertuis gelegenen Gebiete des Fürstbistums und fügte sie am 20. Dezember hinzu. Trotzdem blieb Mont-Terrible das kleinste aller Départements und ging am 17. Februar 1800 im Département Haut-Rhin auf.
Die zentralistische Herrschaft brachte grundlegende gesellschaftliche und politische Veränderungen sowie Fortschritte in der Land- und Forstwirtschaft, im Strassenbau und im Gesundheitswesen. Besonders prägend war 1804 die Einführung des Code civil. Ende Dezember 1813 eroberten Koalitionstruppen den Jura. Nachdem der Pariser Frieden die Grenzen von 1792 wiederhergestellt hatte, verwaltete Gouverneur Conrad Karl Friedrich von Andlau-Birseck das Gebiet provisorisch weiter. Die Jurassier waren sich uneins, was ihre Zukunft betraf. Neben Anhängern eines Verbleibs bei Frankreich gab es vor allem im Norden solche, die einen neuen Kanton der Eidgenossenschaft gründen wollten. Das deutschsprachige Laufental zog trotz seiner katholischen Bevölkerungsmehrheit einen Anschluss an den Kanton Basel in Betracht, in Teilen des Südjura überwog der Wunsch nach Wiederherstellung des Fürstbistums.

### Wiener Kongress und Anschluss an Bern

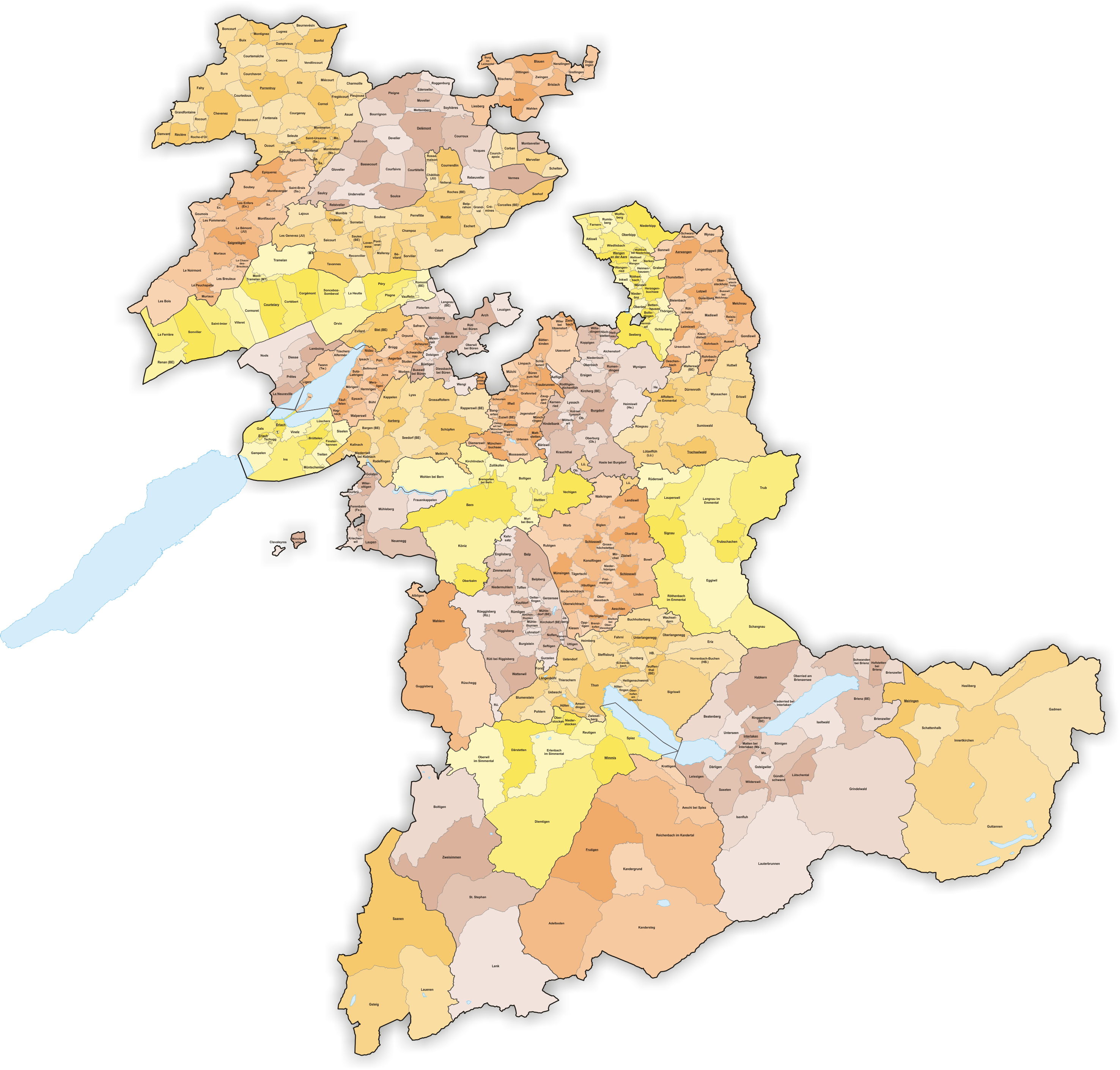
Der Kanton Bern ab 1815

Am Wiener Kongress schlug Fürst Metternich vor, Bern für den Verlust seiner Untertanengebiete mit dem ehemaligen Fürstbistum zu entschädigen. Der Berner Regierungsrat und der Grosse Rat lehnten den Vorschlag zunächst ab. Erst als der Kongress ausdrücklich auf der Souveränität der neuen Kantone Aargau und Waadt beharrte, gaben sie nach. Die definitive Bestätigung erfolgte am 20. März 1815 durch die in Wien versammelten Diplomaten. Verschiedene Berner Politiker erklärten, man habe den Weinkeller (Waadt) und die Kornkammer (Aargau) gegen einen «elenden Dachboden» (Jura) tauschen müssen. Der Kanton Basel erhielt die Landvogteien Birseck und Pfeffingen zugesprochen (siehe Anschluss des Birseck an Basel), nicht aber das angrenzende Laufental.
Je sieben jurassische und bernische Notabeln handelten in Biel die Vereinigungsurkunde aus und unterzeichneten sie am 14. November 1815. Zwar einigten sie sich auf den Schutz der Stellung der römisch-katholischen Kirche und die Beibehaltung des Code civil, doch die jurassischen Repräsentanten gaben sich ansonsten keine Mühe, für den soziokulturell von Bern sehr unterschiedlichen neuen Kantonsteil wenigstens ein Mindestmass an Autonomie herauszuholen. Dies war darauf zurückzuführen, dass sie vom damaligen eidgenössischen Vorort Zürich bestimmt worden waren und die Bevölkerung nur unzureichend vertraten. Die Vereinigung erfolgte offiziell am 15. Dezember 1815, wobei die Jurassier diesen Schritt weitgehend passiv hinnahmen.

### Konfliktreiches Zusammenleben

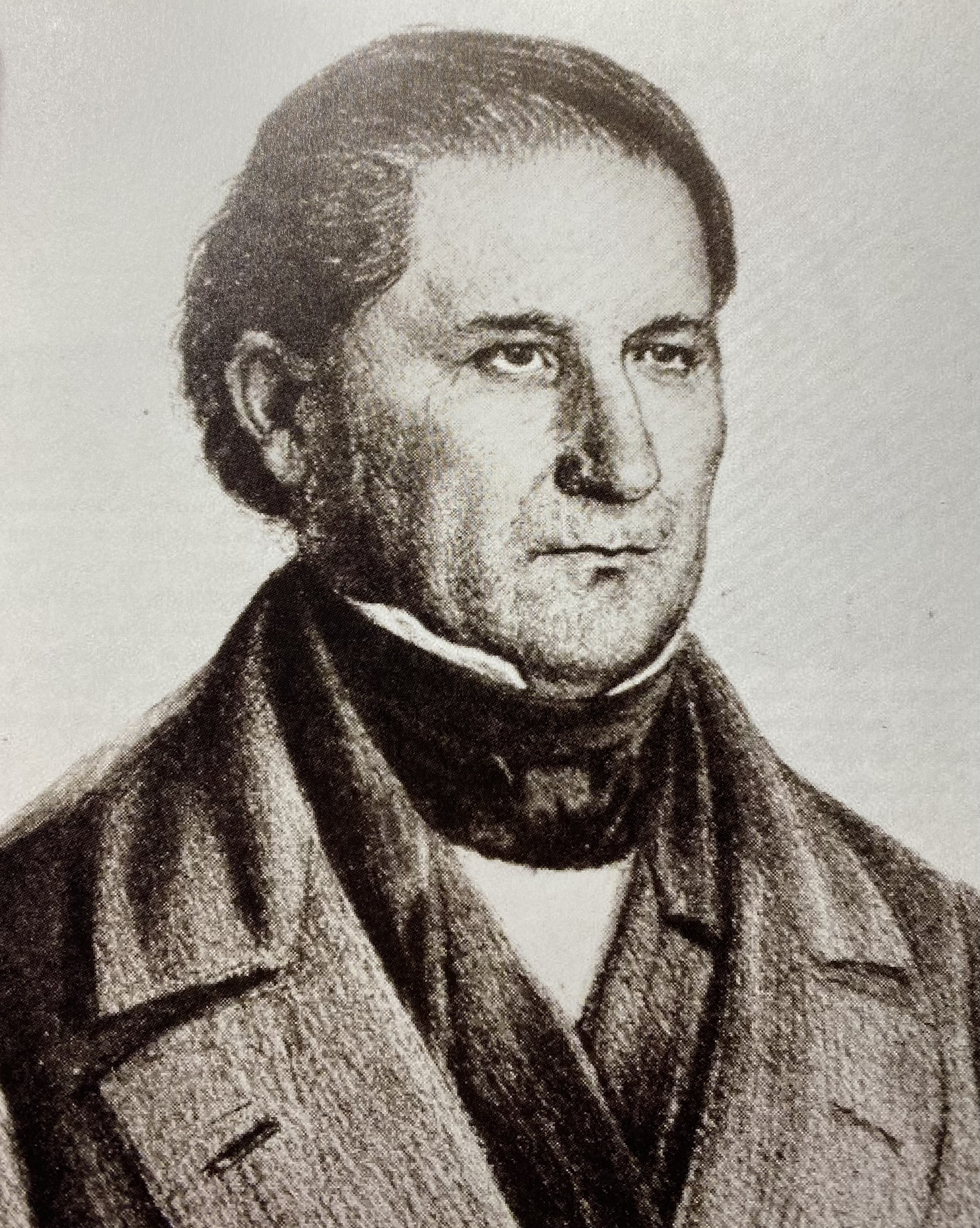
Xavier Stockmar

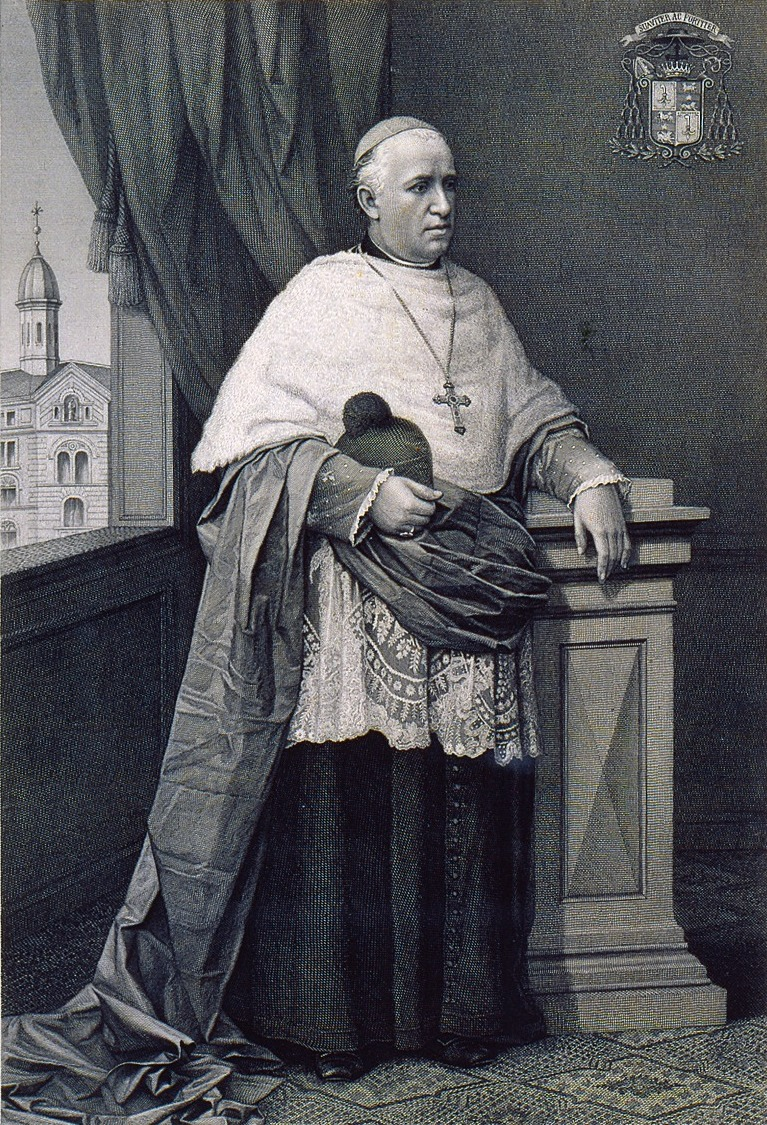
Eugène Lachat

Die eingesetzten Landvögte entstammten alle dem Berner Patriziat und pflegten kaum Beziehungen zur lokalen Bevölkerung, die so gut wie keinen Einfluss auf Politik und Verwaltung hatte. Meinungsverschiedenheiten kultureller, sprachlicher, rechtlicher und religiöser Art führten bald zu Auseinandersetzungen. Als erste begannen liberale Intellektuelle in Porrentruy gegen die Fremdherrschaft aufzubegehren. Xavier Stockmar und Gleichgesinnte schworen am 31. Juli 1826 auf der elsässischen Burg Morimont feierlich, den Jura «von der Berner Oligarchie zu befreien». Sie strebten einen neuen Kanton an, doch ihr Vorhaben scheiterte am konfessionellen Gegensatz und an regionalen Rivalitäten. Stockmar änderte seine Strategie und verbündete sich 1830 mit führenden Liberalen im deutschsprachigen Kantonsteil. Gemeinsam gelang es ihnen im Januar 1831, die Regierung zu stürzen. Zwar garantierte die neue Berner Kantonsverfassung eine angemessene Vertretung der Jurassier im Grossen Rat, doch das einzige andere Zugeständnis war die Erhebung des Französischen zur Nationalsprache. An die Stelle der Landvogteien traten Bezirke.
Entgegen den Vereinbarungen der Vereinigungsurkunde versuchte der Regierungsrat, die römisch-katholische Kirche unter staatliche Kontrolle zu stellen und unterschrieb am 27. Januar 1834 die Badener Artikel. Daraufhin schürte eine Protestbewegung im Nordjura antibernische Ressentiments. Nachdem der Grosse Rat am 15. Februar 1836 die Artikel ratifiziert hatte, kam es zu gewalttätigen Demonstrationen und Forderungen nach Sezession. Der Regierungsrat reagierte mit der militärischen Besetzung des Nordjura und der Verhaftung führender Aufständischer. Die Garantiemacht Frankreich drohte ultimativ mit einem Truppeneinmarsch, sollten die Badener Artikel nicht rückgängig gemacht werden, sodass Regierung und Grosser Rat am 2. Juli 1836 dem Druck nachgaben. Erneuten Widerstand – diesmal im gesamten Jura – gab es 1838, als die Regierung den Code civil abschaffen wollte. Anführer dieser Protestbewegung war Stockmar, der damals selbst der Regierung angehörte. Ende Oktober 1839 verfassten die jurassischen Grossräte in Glovelier eine Petition, in der sie Änderungen im Bildungswesen forderten. Stockmar wurde des Hochverrats angeklagt und musste ins französische Exil fliehen, während die Polizei die Proteste unterdrückte. Der einige Jahre später völlig rehabilitierte Stockmar erreichte 1846, dass mehrere der Forderungen in die revidierte Kantonsverfassung einflossen. Der jurassische Kantonsteil erhielt Sonderrechte im Fürsorge- und Steuerwesen zugesprochen, der Code civil blieb zu einem grossen Teil erhalten und das Französische war nun Amtssprache (wenn auch nicht konsequent umgesetzt). Die Jurassier zeigten sich mit dem Erreichten zufrieden und nahmen die Verfassung am 31. Juli 1846 mit 88 % der Stimmen an.
Der Jura war einer der Brennpunkte des Kulturkampfes. 1867 reduzierte die Regierung die Zahl katholischer Feiertage um mehr als die Hälfte, 1868 durften Nonnen nicht mehr an öffentlichen Schulen unterrichten. Die Situation eskalierte 1870, als die im Bistum Basel gelegenen Kantone dem aus dem Jura stammenden Bischof Eugène Lachat verboten, das Unfehlbarkeitsdogma in den Kirchen verkünden zu lassen, und ihn seines Amtes enthoben. Der Regierungsrat entliess Dutzende Pfarrer, die dagegen protestiert hatten, und gestattete nur noch staatsloyale Geistliche. Eine Gesetzesvorlage, welche die Erhebung der zwischenzeitlich entstandenen Christkatholischen Kirche zur Staatskirche vorsah, hiessen die Berner Stimmberechtigten mit überwältigender Mehrheit gut, im Nordjura resultierte eine Zweidrittelmehrheit dagegen. Die Gläubigen leisteten Widerstand, indem sie der Messe in Verstecken beiwohnten oder sich über die französische Grenze zu ihren Pfarrern begaben, die des Landes verwiesen worden waren. Die Bundesversammlung stufte die Ausweisungen ausdrücklich als verfassungswidrig ein, worauf die Exilanten nach 20 Monaten zurückkehren durften. 1878 einigten sich der Kanton Bern und die Römische Kurie auf einen Kompromiss, einschränkende Bestimmungen blieben aber zum Teil bis 1935 bestehen. Die am 4. Juni 1893 mit grosser Mehrheit angenommene Verfassungsrevision stiess im gesamten Jura auf massive Ablehnung, da sie die Sonderrechte im Fürsorge- und Steuerwesen aufhob.

### Sprachenstreit
Die im frühen 19. Jahrhundert einsetzende Industrialisierung verursachte starke Migrationsbewegungen aus dem alten Kantonsteil und aus anderen Kantonen, weshalb der Anteil der einheimischen jurassischen Bevölkerung abnahm und diese im Südjura sogar in die Minderheit versetzt wurde. Da es nur sehr wenige deutschsprachige Schulen gab (die meisten davon in mennonitischen Siedlungen), assimilierten sich die Zugewanderten spätestens in der zweiten Generation. Unter dem Eindruck des Aufstiegs des Deutschen Reiches machten sich ab etwa 1900 zunehmend Germanisierungstendenzen bemerkbar, beispielsweise durch das Aufstellen von Verkehrsschildern in deutscher Sprache, die verstärkte finanzielle Unterstützung deutschsprachiger Schulen oder 1914 die Entscheidung, für die (seit längerem deutschsprachigen) Gemeinden Elay und La Scheulte ihre deutschen Namen Seehof und Schelten zu verwenden. Dies provozierte jeweils heftigen Widerstand der französischsprachigen Mehrheit und einzelne Politiker begannen wieder einen eigenen Kanton zu fordern. Um die aufgeheizte Stimmung zu beruhigen, verzichtete die Regierung 1915 auf die Durchführung einer geplanten Hundertjahrfeier des Anschlusses an Bern.
Ebenfalls 1915 beschrieb der Journalist Léon Froidevaux den Jura in einem polemischen Zeitungsartikel als «das Elsass-Lothringen der Berner», worauf er zu 14 Tagen Haft verurteilt wurde. Sein Pamphlet Mes quatorze jours de prison («Meine vierzehn Tage im Gefängnis») wurde zu einem politischen Manifest der Separatisten, die sich 1917 unter dem Journalisten Alfred Ribeaud im Mouvement séparatiste jurassien organisierten. Da die von ihnen unterstützten Kandidaten bei nationalen und kantonalen Wahlen schlecht abschnitten und die sprachpolitischen Spannungen nach dem Ende des Ersten Weltkriegs ohnehin deutlich abnahmen, stellten sie ihre Aktivitäten bald ein. Zur Beruhigung der Lage trug auch bei, dass der Kanton Bern vorübergehend mehr in den Jura investierte, als er dort Steuern einnahm. Dies ermöglichte den Strukturwandel der Industrie, die bisher rein auf die krisengeschüttelte Uhrenherstellung spezialisiert war. Der Sprachenstreit flackerte 1942 erneut auf, als die überwiegend von Mennoniten bewohnte Gemeinde Mont-Tramelan beschloss, Deutsch als Verwaltungssprache anzuwenden und sich fortan Bergtramlingen zu nennen. Dies verstiess gegen das in der Kantonsverfassung verankerte Territorialitätsprinzip, weshalb die Regierung den Beschluss aufhob. Die sich wieder regenden Separatisten forderten vier Jahre später in einer vom Historiker Paul-Otto Bessire verfassten Denkschrift ein Ende der öffentlichen Unterstützung deutschsprachiger Schulen, denn diese seien «trojanische Pferde» zur Verdrängung der französischen Kultur.

## Erstarken der Separatistenbewegung

### Moeckli-Affäre als Initialzündung der Jurafrage

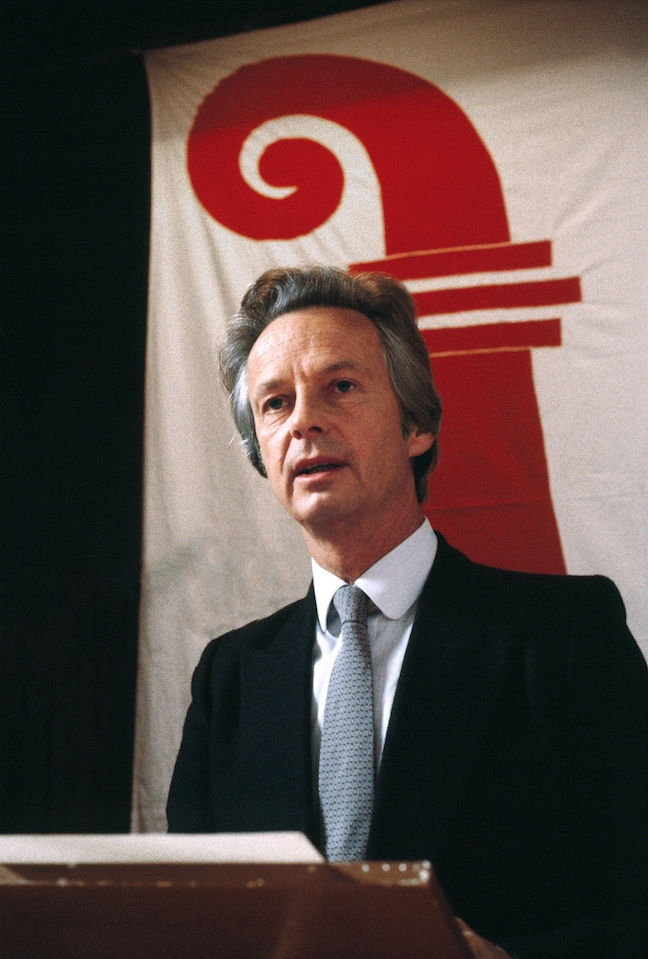
Roland Béguelin

Nach dem Tod von Regierungsrat Ernst Reinhard wollte Georges Moeckli (SP) 1947 die frei gewordene Bau- und Eisenbahndirektion übernehmen. Seine Amtskollegen unterstützten seinen Wunsch einstimmig, doch in der Personaldebatte des Grossen Rates am 9. September stellte Hans Tschumi (BGB) überraschend den Antrag, den Wechsel abzulehnen und stattdessen Samuel Brawand zu bevorzugen. Seine Begründung lautete, dass Moeckli französischsprachig und ein Deutschberner für dieses wichtige Amt besser geeignet sei. Trotz eindringlicher Warnungen vor negativen Konsequenzen nahm der Grosse Rat den Antrag mit 92 zu 66 Stimmen an. Jurassische Interessengruppen verlangten daraufhin eine Revision des Beschlusses. Als am 17. September ein Wiedererwägungsantrag knapp mit 68 zu 70 Stimmen scheiterte, verliessen die jurassischen Grossräte den Sitzungssaal. Drei Tage später versammelten sich in Delémont über 2000 Menschen zu einer Protestkundgebung. Der Industrielle Daniel Charpilloz forderte dort in einer Rede eindringlich die Schaffung eines Kantons Jura.
Am 2. Oktober 1947 gründete sich das Comité de Moutier; es sollte einen Forderungskatalog erstellen sowie Studien zur Abklärung eines Autonomiestatuts in Auftrag geben. Regierungspräsident Markus Feldmann erklärte am 20. November vor dem Grossen Rat, dass sich der Regierungsrat jeglichen Sezessionsbestrebungen widersetzen werde, und stiess damit vor allem im Nordjura auf Ablehnung. Zehn Tage später wurde in Moutier das Mouvement séparatiste jurassien (MSJ) durch Charpilloz, Roland Béguelin, Roger Schaffter und 19 weitere Personen wiederbelebt. Die Bewegung kündigte an, sie werde sich erst recht für einen eigenständigen Kanton einsetzen, der die Bezirke Courtelary, Delémont, Franches-Montagnes, Laufen, Porrentruy, La Neuveville und Moutier umfassen sollte. Ab Februar 1948 publizierte ein genossenschaftlicher Verlag die Propagandazeitung Le Jura libre. Während die separatistischen Forderungen in den nördlichen Bezirken Anklang fanden, stiessen sie im Süden auf Ablehnung.
Das gemässigtere Comité de Moutier veröffentlichte am 30. April 1948 das Memorandum La Question jurassienne présentée au Gouvernement du Canton de Berne («Die Jurafrage zuhanden der Regierung des Kantons Bern») mit verschiedenen wirtschaftlichen, kulturellen und politischen Forderungen. Im Zentrum stand dabei die Teilung der Souveränität zwischen Jurassiern und Bernern durch die Einführung eines Zweikammersystems, getrennter Wahlkreise bei Regierungsrats- und Nationalratswahlen sowie einer garantierten Vertretung im Ständerat. Weitere wichtige Forderungen betrafen die Dezentralisierung der Kantonsverwaltung, die Schul- und Kulturautonomie und die völlige Gleichstellung des Französischen. Das MSJ baute seine Strukturen mit der Gründung zahlreicher Ortsverbände aus. Seine Kritik richtete sich gegen das «bernische System» an sich, das von ethnischer Diskriminierung und wirtschaftlicher Vernachlässigung geprägt sei. Die Jurassier müssten davon befreit werden, um sich voll entfalten zu können, weshalb ein eigenständiger Kanton die einzige wirkliche Lösung sei. Im September 1948 veranstalteten die Separatisten in Delémont das erste Fest des jurassischen Volkes (Fête du peuple jurassien), das seither jährlich stattfindet.

### Anerkennung der Jurassier als Volksgruppe
Im Februar 1949 schlug der Regierungsrat in einem Weissbuch eine Teilrevision der Kantonsverfassung vor, um die angespannten Beziehungen zu verbessern. Sie gab zwar zentralistische Tendenzen sowie sprachpolitisch und konfessionell diskriminierende Fehlentscheidungen in der Vergangenheit zu, stellte sich aber kategorisch gegen jegliche Aufteilung der Staatshoheit. Der Grosse Rat folgte weitgehend den Empfehlungen und beschloss mehrere Verfassungsänderungen. Sie betrafen die Anerkennung der Jurassier als besondere Volksgruppe, die vollständige Gleichberechtigung von Deutsch und Französisch sowie zwei garantierte Sitze im Regierungsrat für den Jura. Weitergehende Forderungen fanden keine Berücksichtigung. Alle politisch-gesellschaftlichen Gruppierungen des alten Kantonsteils und des Jura empfahlen die Annahme. Die Volksabstimmung am 29. Oktober 1950 ergab eine deutliche Zustimmung von 89,0 %. Auffallend war der massive Unterschied in der Stimmbeteiligung von 26 % im alten Kantonsteil gegenüber 59 % im Jura. Er wurde als Zeichen dafür gewertet, dass die Stimmberechtigten des alten Kantonsteils der Jurafrage nur geringe Relevanz beimassen.

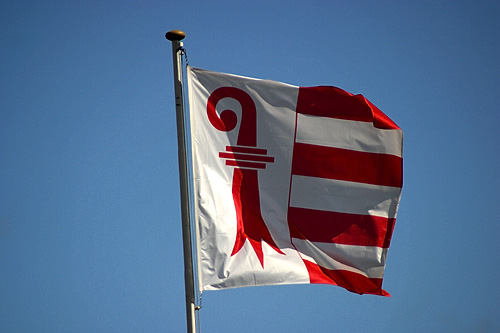
Fahne des Jura (seit 1979 des Kantons Jura)

Während die Regierung und das 1952 aufgelöste Comité de Moutier die erzielten Kompromisse als Lösung der Jurafrage betrachteten, hielt das MSJ sie lediglich für einen Zwischenschritt. Das MSJ benannte sich am 9. September 1951 in Rassemblement jurassien (RJ) um. Dadurch wollten die Separatisten verdeutlichen, dass sie sich als überparteiliche und konfessionell neutrale Sammlungsbewegung verstanden. Dies widerspiegelte sich auch in der Führungsspitze: Schaffter war ein katholischer Christdemokrat aus dem Norden, Béguelin ein reformierter Sozialdemokrat aus dem Süden. Ein Jahr zuvor hatten sie zusammen einen neuen Text für das 1830 von Xavier Stockmar komponierte Volkslied La Rauracienne geschrieben, das unter dem Namen La Nouvelle Rauracienne zur Hymne der Separatisten wurde. Als Entgegenkommen gestand die Regierung am 12. September 1951 dem jurassischen Kantonsteil per Dekret eine eigene Regionalfahne zu, die 1947 vom Künstler Paul Boesch entworfen worden war. Noch vor der offiziellen Einführung beanspruchte das RJ die Fahne für sich, weshalb sie vor allem im Norden weit verbreitet war. Als Gegenstück zum RJ bildete sich am 25. April 1953 in Saint-Imier die antiseparatistische Union des patriotes jurassiens (UPJ). Unterstützung erhielt sie vom «Verein für bernisch-jurassische Verständigung», der dem RJ mit publizistischen Mitteln entgegentrat.
Ab 1953 nutzte Béguelin seine Doppelrolle als RJ-Generalsekretär und Chefredaktor von Le Jura libre zur Verstärkung der Propaganda. Das RJ berief sich auf das Selbstbestimmungsrecht der Jurassier und führte historische Argumente an, indem es mittels Verklärung des Fürstbistums die mehrere Jahrhunderte dauernde Unabhängigkeit betonte, die der Jura verloren habe. Es betrachtete die Zugehörigkeit zu Bern als Fremdherrschaft, die wenig Rücksicht auf die besondere Situation des Jura nehme. Für die UPJ stellte hingegen die Strukturschwäche das Haupthindernis einer Verselbständigung dar. Der Historiker Clément Crevoisier erklärt die Teilung der jurassischen Gesellschaft mit unterschiedlichen Perspektiven: Während die Antiseparatisten den Jura als funktionierenden Teil des Kantons Bern sahen, betrachteten ihn die Separatisten als autonomen Teil der Schweiz – zwei Sichtweisen, die sich gegenseitig ausschlossen.

### Protest gegen Waffenplatz
Ein weiterer Katalysator in der Jurafrage war die Auseinandersetzung um das Projekt eines Waffenplatzes für Panzertruppen in den Freibergen. 1956 erwarb das eidgenössische Militärdepartement im Geheimen dafür über 450 Hektaren Agrarland in den Gemeinden Lajoux, Les Genevez und Montfaucon. Die Bevölkerung der betroffenen Region leistete heftigen Widerstand, da sie die Zerstörung der (heute geschützten) Landschaft befürchtete. Der Bund gab das Projekt vorläufig auf und verkaufte die Grundstücke an den Kanton Bern zurück, behielt aber ein Vorkaufsrecht. Gemäss einer Studie des Historikers Emanuel Gogniat habe die Auseinandersetzung um den Waffenplatz den Separatismus weiter befeuert, da er nun zusätzlich einen volkstümlichen und bodenständigen Charakter erhielt.

### Erste Volksabstimmung

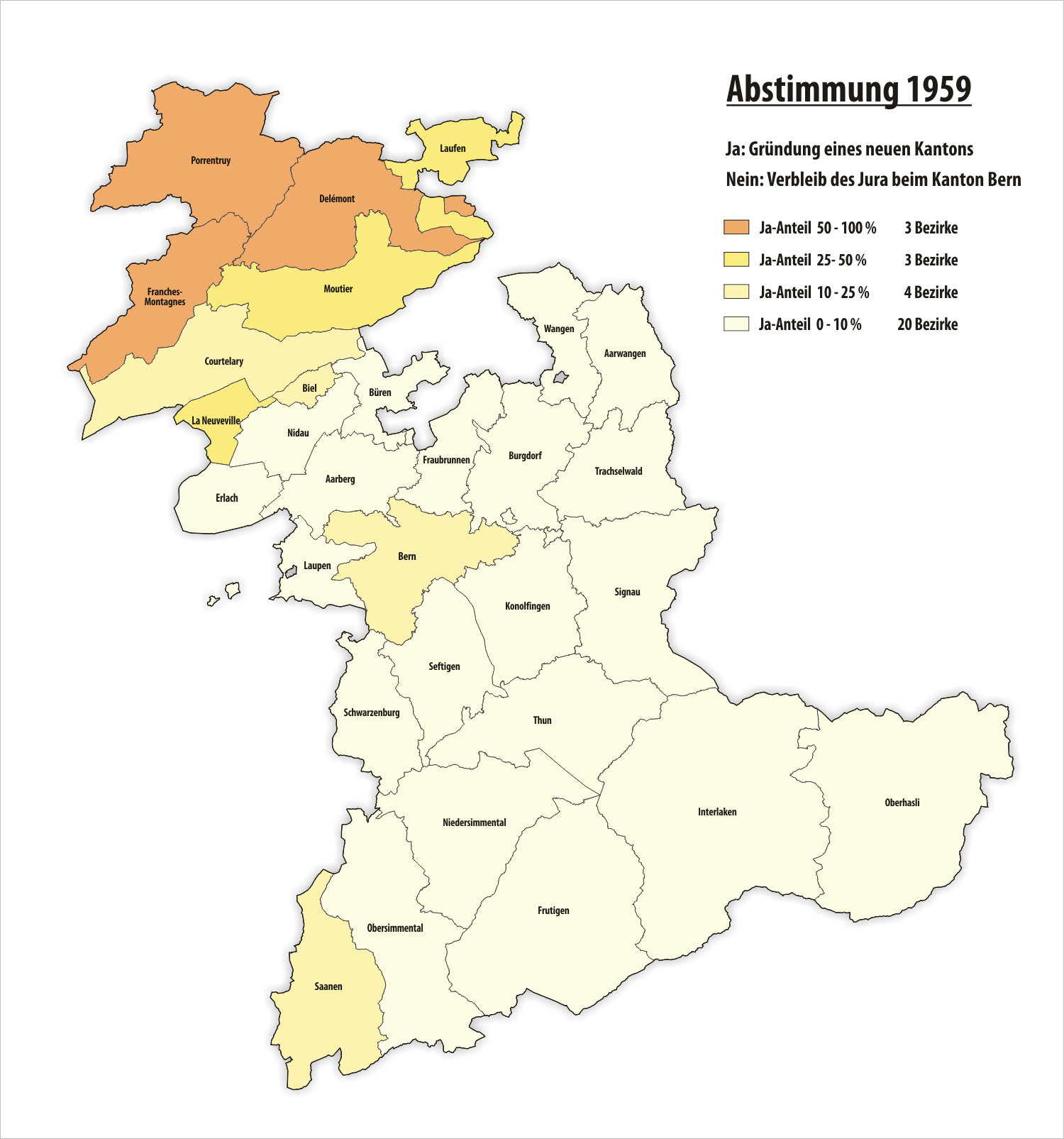
Bezirksergebnisse der Volksabstimmung 1959

Seit 1951 verfolgte das RJ das Ziel einer Volksabstimmung über die Selbstbestimmung des Jura, war sich aber lange Zeit unschlüssig über das genaue Vorgehen. Ein Hindernis stellte der Bezirk Laufen mit seiner deutschsprachigen Mehrheit dar. Das RJ stellte sich daher einen Sonderstatus für diesen Bezirk in einem möglichen zukünftigen Kanton vor. Es war absehbar, dass eine kantonale Volksinitiative, mit der die gesamte bernische Wählerschaft direkt zur Kantonsteilung befragt würde, angesichts der Mehrheitsverhältnisse chancenlos wäre. Die im September 1957 lancierte Initiative schlug stattdessen ein indirektes Vorgehen vor. Nach ihrer Annahme sollte ein Gesetz erlassen werden, das die spätere Durchführung einer Konsultativabstimmung über die Meinung der Jurassier hinsichtlich einer Trennung von Bern ermöglichen würde. Sollte diese eine absolute Mehrheit erzielen, hätte dann das RJ genügend politische Rückendeckung, um anschliessend unter Umgehung Berns eine eidgenössische Volksinitiative einzureichen und die darauf folgende gesamtschweizerische Abstimmung für sich zu entscheiden. Das RJ reichte die Initiative mit über 23'000 Unterschriften ein, was selbst die kühnsten Erwartungen übertraf.
Angesichts der heftigen Opposition sämtlicher Berner Parteien ging das RJ realistischerweise von einer gesamtkantonalen Ablehnung aus, erhoffte sich aber zumindest im Jura eine Mehrheit. So gesehen endete die Abstimmung am 5. Juli 1959 mit einer Enttäuschung. Während im gesamten Kanton eine Zustimmung von lediglich 20,6 % resultierte, betrug sie im Jura 48,1 %, wodurch das RJ auch sein Minimalziel verfehlte. Deutlich offenbarte sich die Uneinigkeit des Jura selbst. Angenommen wurde die Initiative nur in den nördlichen Bezirken Franches-Montagnes (76,0 %), Delémont (71,9 %) und Porrentruy (65,7 %). Hingegen scheiterte sie in den Bezirken Courtelary (23,8 %), Laufen (26,9 %), Moutier (34,3 %) und La Neuveville (34,5 %). Auffallend waren auch der massive Unterschied bei der Stimmbeteiligung (32,9 % im altbernischen Kantonsteil, 85,3 % im Jura) sowie die geringere Zahl der Ja-Stimmen als jene der gesammelten Unterschriften.

### Neuausrichtung des Rassemblement jurassien
Das RJ gab seine bisher rein historische Argumentation auf und begann schrittweise auf eine ethnolinguistische Strategie umzuschwenken. Es betonte vermehrt die kulturellen Unterschiede zwischen Jurassiern und Deutschbernern, begann mit der Föderalistischen Union Europäischer Volksgruppen zusammenzuarbeiten und interpretierte das Abstimmungsergebnis als Folge der Zuwanderung von Deutschsprachigen (insbesondere im Süden). Andererseits gab es den schon immer sehr vagen Anspruch auf das Laufental auf. Das RJ unterstützte gezielt Kandidaten bei Wahlen auf allen Ebenen und vertrat eine progressive Sozialpolitik. Es forderte wiederholt eine Intervention des Bundes und strebte zusätzlich eine Internationalisierung der Jurafrage an, um politische Sachzwänge zu schaffen. Dies geschah durch einen Appell an die Vereinten Nationen, die Solidarisierung mit frankophonen Separatistenbewegungen in Wallonien, in Québec und im Aostatal sowie durch intensivierte Information der ausländischen Medien. Die Berntreuen wiederum hielten die ideologische Verlagerung der Separatisten hin zu einer éthnie française, die zugleich paneuropäisch eingebettet war, für einen «unschweizerischen Gedanken».
Der Regierungsrat versuchte das RJ zu marginalisieren, indem er die Jurassische Deputation (eine informelle parteiübergreifende Vereinigung im Grossen Rat) zur einzigen legitimen Gesprächspartnerin erklärte. Als der Grosse Rat im November 1959 die neuen Ständeräte wählen sollte, verhinderte die BGB die Wahl des von der FDP nominierten Jean-Pierre Chatelain, da sich dieser angeblich nicht eindeutig genug gegen die Separatisten ausgesprochen hatte. Im Februar 1960 schloss die Deputation den separatistischen Abgeordneten Jean Wilhelm vorübergehend aus, was das RJ als Unterdrückung der Jurassier interpretierte. Ein Jahr später sollte RJ-Generalsekretär Béguelin wegen «parteischädigenden Verhaltens» aus der Berner SP ausgeschlossen werden, doch die Sektion Delémont setzte den entsprechenden Beschluss des Parteivorstands nie um. Ähnlich wie im Fall Chatelain ging der Grosse Rat im Januar 1962 vor, als er André Cattin nicht wie von der christlichdemokratischen Fraktion vorgeschlagen zum Vizepräsidenten wählte.
Als Reaktion auf die wiederholten Brüskierungen trieb das RJ seine Verankerung in der jurassischen Gesellschaft voran und gründete zwischen 1962 und 1964 vier Aktionsgruppen: den Jugendverband Béliers («Sturmböcke»), die feministische Frauenorganisation Association féminine pour la défense du Jura, die Association des Jurassiens de l’extérieur als Zusammenschluss der ausserhalb des Jura lebenden Jurassier und die Studentenorganisation Mouvement universitaire jurassien. Hinzu kam die 1961 gegründete Association suisse des amis du Jura libre für nichtjurassische Sympathisanten. Diese umfassende Mobilisierung gab dem Separatismus einen rebellisch-provokativen Ton, getragen von einer Generation mit zunehmend pazifistischen, antimilitaristischen und sozialen Wertvorstellungen, die jenen der 68er-Bewegung ähnelten.

## Verschärfung des Konflikts

### Neues Waffenplatzprojekt und Berberat-Affäre
1962 plante das Militärdepartement auf dem umstrittenen Areal in den Freibergen ein Zentrum für Armeepferde und einen Waffenplatz der Kavallerie. Zu diesem Zweck verkaufte der Kanton Bern die erworbenen Grundstücke zurück an den Bund, informierte die Öffentlichkeit aber erst nachträglich. Die Bevölkerung fühlte sich hintergangen und schenkte den Beteuerungen, wonach der Kaufvertrag Fahr- und Schiessübungen von Panzern ausschliesse, keinen Glauben, da die Gemeindebehörden nicht in die Planungen miteinbezogen worden waren. Das Rassemblement jurassien prangerte die Rücksichtslosigkeit der Kantons- und Bundesbehörden an, während seine Gegenspieler von der UPJ das Projekt vorbehaltlos unterstützten. Der Grosse Rat und die Bundesversammlung ratifizierten den Kaufvertrag Ende 1962.
Der Regierungsrat verweigerte weiterhin jeglichen Dialog mit der RJ und begann, Massnahmen gegen separatistisch gesinnte Personen zu ergreifen. Dies geschah einerseits durch die Verweigerung des Zugangs zu öffentlichen Amtspositionen, andererseits durch die moralische Verurteilung der Separatisten als «staatsgefährdend». Am 9. September 1962 hielt Romain Berberat, ein Oberleutnant der Schweizer Armee, als Zivilperson beim Fest des jurassischen Volkes eine Rede. Darin bezeichnete er den Regierungsrat als «diktatorische Autokratie, die den Jura verspottet». Auf Betreiben von Regierungratsmitglied Virgile Moine entzog ihm das Militärdepartement das Kommando über eine jurassische Füsilierkompanie. Die Medien verurteilten diese Sanktion als Angriff auf die Meinungsfreiheit und selbst Berntreue waren der Auffassung, dadurch seien den Separatisten nur neue Argumente in die Hände gespielt worden. Das RJ forderte mit Petitionen die Rehabilitierung Berberats und Moines sofortigen Rücktritt.

### Brand- und Sprengstoffanschläge der FLJ

Denkmal Le Fritz

Im Spätsommer 1962 gründete Marcel Boillat die terroristische Gruppierung Front de libération jurassien (FLJ). Sie übermalte zunächst Strassen- und Baustellenschilder sowie das Soldatendenkmal Le Fritz auf dem Col des Rangiers mit ihrem Kürzel, ehe sie im Oktober eine Militärbaracke in Les Pommerats anzündete. Erst mehrere Monate später bekannte sie sich dazu, als sie ihre Aktivitäten intensivierte. Sie verübte weitere Brandanschläge auf eine Militärbaracke in Bourrignon sowie auf zwei Bauernhöfe in Les Genevez und Montfaucon, die dem geplanten Waffenplatz weichen sollten. Als die Polizei in der Gegend zahlreiche nächtliche Hausdurchsuchungen und Kontrollen durchführte sowie 20 RJ-Mitglieder zu stundenlangen Verhören festhielt, solidarisierte sich die Bevölkerung mit der FLJ, indem sie passiven Widerstand leistete und dadurch die Ermittlungen behinderte.
Das im September 1963 gegründete antiseparatistische Comité jurassien de vigilance démocratique («Jurassisches Komitee für demokratische Wachsamkeit») behauptete, das RJ sei direkt für die Gewalttaten verantwortlich. Am 5. Oktober verübte die FLJ auf dem Mont Soleil oberhalb von Saint-Imier einen Sprengstoffanschlag auf das Ferienhaus von Ständerat Charles Jeanneret, dem Präsidenten des Komitees. Ebenfalls betroffen war der UPJ-Präsident Marc Houmard, dessen Sägewerk in Malleray am 23. Dezember durch eine Sprengladung schwer beschädigt wurde. Im Februar 1964 verhaftete die Polizei drei Männer und eine Frau aus Courfaivre und hielt sie wochenlang in Untersuchungshaft fest, ohne ihnen etwas nachweisen zu können. Für Empörung in der Bevölkerung sorgten insbesondere die Verschwiegenheit der Behörden und die ungewöhnlich harten Haftbedingungen. Anfang April wurden die «Unschuldigen von Courfaivre» entlassen, von ihrer Wohngemeinde mit Böllerschüssen empfangen und vom RJ als «Helden des Jura» gefeiert.
Währenddessen verursachte eine Explosion am 27. Februar 1964 Risse an einem Gleis der Bahnstrecke Biel–Bern bei Studen und am 12. März verwüstete eine Sprengladung die Filiale der Berner Kantonalbank in Delémont. Schliesslich kam die von Albert Steullet geleitete Sonderkommission der FLJ auf die Spur und verhaftete Ende März ihre Mitglieder. Sie hatten aus eigenen Antrieb gehandelt und standen nachweislich nicht mit dem RJ in Verbindung. Das Bundesstrafgericht verurteilte im März 1966 die beiden Haupttäter zu acht und sieben Jahren Zuchthaus, einen Mitläufer zu einer bedingten Strafe. FLJ-Anführer Marcel Boillat entkam im Februar 1967 aus dem Gefängnis und floh nach Spanien. Die Regierung von Francisco Franco gewährte ihm Asyl, weil er aus politischen Beweggründen gehandelt habe. Nachahmungstäter verübten zwischen März 1965 und Juni 1966, ebenfalls unter dem Namen FLJ, mehrere Brandstiftungen und Vandalenakte. Ihr Anführer Jean-Baptiste Hennin entkam aus der Untersuchungshaft und erhielt in Frankreich ebenfalls Asyl.

### Widerstandsaktionen und Provokationen
Widerstandsaktionen der Béliers begannen ebenfalls für Spannungen zu sorgen. Im März 1964 blockierten sie die Eingänge zum Berner Rathaus und forderten die Freilassung der «Unschuldigen von Courfaivre». Am 30. August 1964 fand auf dem Col des Rangiers eine Feier zum Gedenken an die Mobilmachungen der beiden Weltkriege statt. Rund 6000 Separatisten begaben sich dorthin, um ihren Unmut über die Berberat-Affäre und das Waffenplatzprojekt zur Sprache zu bringen. Die Feier begann zunächst besinnlich, doch dann schwenkten die mitgereisten Béliers plötzlich hunderte Jurafahnen, entrollten antibernische Spruchbänder und unterbrachen mit Pfiffen und Buhrufen die Festreden von Virgile Moine und Bundesrat Paul Chaudet. In der Schweizer Presse entlud sich eine Welle der Kritik über die Separatisten. Doch diese hatten mit dem als respektlos empfundenen Auftritt ihr Ziel erreicht und die gesamte schweizerische Öffentlichkeit auf das ungelöste Juraproblem aufmerksam gemacht.
Zu dieser Zeit fand in Lausanne die Expo 64 statt, an der jedem Kanton ein eigener Festtag zustand. Der Regierungsrat lehnte sämtliche Vorschläge ab, anlässlich des «Bernertags» am 11. September den Separatisten irgendeine Art von Präsentation zu gewähren. Da der Staatsrat des Kantons Waadt Ausschreitungen zwischen den verfeindeten Lagern befürchtete, untersagte er für eine Woche jegliche Kundgebungen. Das RJ rief daraufhin zum Boykott der Expo 64 auf und erreichte eine Solidarisierung bisher ungekannten Ausmasses, denn das in derselben Woche stattfindende Fest des jurassischen Volkes in Delémont verzeichnete mit über 40'000 Besuchern einen Rekordandrang. Im März 1965 erklärte das RJ den 150. Jahrestag der Vereinigung mit Bern zum «nationalen Trauertag»; es verschickte entsprechende Memoranden nicht nur an alle Kantonsparlamente und -regierungen, sondern auch an die Signatarstaaten des Wiener Kongresses. Ebenso fanden Gegendemonstrationen zu den bernischen Feierlichkeiten statt. 1967 verzichtete das Militärdepartement auf das umstrittene Projekt in den Freibergen und legte sich auf einen alternativen Standort in den Gemeinden Bure und Fahy fest, wo der Widerstand geringer war. Die ersten Gebäude des Waffenplatzes Bure konnten im April 1968 bezogen werden.
Die Béliers sorgten mit Sitzstreiks und Kundgebungen weiter für Aufregung. Am 4. Mai 1968 legten fünf führende Mitglieder auf dem Berner Bundesplatz öffentlichkeitswirksam ihre Militärutensilien nieder und erklärten sich zu «Dienstverweigerern aus Patriotismus», um gegen die Untätigkeit des Bundes zu protestieren. Diesem Beispiel folgend verweigerten zahlreiche Jurassier den Militärdienst. Über 120 Aktivisten besetzten am 29. Juli 1968 das Statthalteramt in Delémont. Diese Aktionen bewogen den in der Jurafrage unbeholfen wirkenden Bundesrat einen Monat später dazu, Truppen auf Pikett zu berufen, um den Schutz militärischer Infrastruktur im Jura zu gewährleisten. Da er diese Massnahme zunächst geheim gehalten hatte, sprach das RJ von einer «militärischen Besetzung des Jura», die an die Niederschlagung des Prager Frühlings erinnere. Nachdem 32 jurassische Offiziere mit einem Protestschreiben bei Verteidigungsminister Rudolf Gnägi vorstellig geworden waren, hob der Bundesrat die Massnahme nach drei Monaten auf. Am 11. Dezember unterbrachen Aktivisten eine Sitzung des Nationalrates und verlasen eine Erklärung.

### Autonomieverhandlungen und Verfassungszusatz
Bisher hatte Bern vielerorts als «Brückenkanton» zwischen der Deutschschweiz und der Romandie gegolten, der rücksichtsvoll mit Minderheiten umgeht. Aufgrund der Jurafrage litt dieser Ruf beträchtlich; viele Schweizer empfanden die Haltung Berns als starr und rechthaberisch. Nach Vermittlungsbemühungen neutraler Gruppierungen, die bereits 1963 eingesetzt hatten, wich der Regierungsrat allmählich davon ab und stellte am 17. März 1967 einen zweistufigen Lösungsweg vor. Es sollte zuerst ein weitreichendes Autonomiestatut angestrebt werden. Im Falle eines Scheiterns sollten dann im Jura Volksabstimmungen stattfinden, bei denen die Möglichkeit bestünde, beim Kanton Bern zu bleiben oder einen neuen Kanton zu bilden. Die Umsetzung begann am 16. Juni, als der Regierungsrat die paritätische «Kommission der 24» einsetzte. Ihr Bericht lag am 3. April 1968 vor, stiess aber bei den Separatisten auf wenig Wohlwollen. Der daraufhin um Hilfe gebetene Bundesrat setzte am 16. Juli die vierköpfige «Kommission der guten Dienste» ein, bestehend aus den früheren Bundesräten Max Petitpierre und Friedrich Traugott Wahlen sowie den Nationalräten Pierre Graber und Raymond Broger. Die Separatisten erkannten die Kommission nicht als neutral an, da ihre Mitglieder auf Vorschlag des Regierungsrats ernannt worden waren. Ebenso lehnten sie den am 9. Juni 1969 vorgelegten Autonomiebericht ab, da sie weiterhin einen eigenen Kanton bevorzugten.
Angesichts der Blockade schien ein Autonomiestatut geringe Chancen auf Verwirklichung zu haben, weshalb der Grosse Rat am 9. September 1969 dem Antrag des Regierungsrats zustimmte, Volksabstimmungen in die Wege zu leiten. Das RJ war der Ansicht, solche dürften ausschliesslich vom Bund organisiert werden und nicht von der «dominierenden Macht, von der man sich trennen können sollte». Ebenso befürchtete das RJ, die Volksabstimmungen würden zu einer Teilung des Jura führen. Ende 1969 trat jedoch ein Meinungsumschwung ein und die Separatisten akzeptierten das geplante Vorgehen. Roland Béguelin vertrat die Ansicht, dass der Berner Plan angenommen werden müsse, «weil er den Jurassiern das Recht auf freie Verfügung gibt». Dies sei ein Schritt, «der nicht verpasst werden darf, auch wenn wir mit den Modalitäten der Abstimmung nicht einverstanden sind.» Im Sommer 1969 trat die neutrale Gruppierung Mouvement pour l’unité du Jura (MUJ, «Bewegung für die Einheit des Jura») in Erscheinung. Sie lehnte jegliche Teilung ab und trat für ein weitgehendes Autonomiestatut des gesamten Jura ein. Das MUJ hatte einen schweren Stand; sowohl Separatisten als auch Berntreue verunglimpften ihre Mitglieder als «Verräter».
Die Stimmberechtigten des Kantons Bern entschieden am 1. März 1970 über einen Zusatz zur Kantonsverfassung. Er legte ein detailliertes Verfahren für kaskadierende Volksabstimmungen in den sieben jurassischen Bezirken fest, welche die Gründung eines neuen Kantons und gegebenenfalls die genaue Ausdehnung seines Gebiets zum Gegenstand haben würden. Dabei hatte das Selbstbestimmungsrecht der Bezirke und Gemeinden ein höheres Gewicht als jenes der gesamten Region, was eine Teilung begünstigte. Das Ergebnis fiel mit 86,5 % Zustimmung eindeutig aus, wobei zwischen den Regionen erneut deutliche Unterschiede bei der Stimmbeteiligung zu verzeichnen waren (63 % im Jura, 34 % im alten Kantonsteil).

### Anhaltende Spannungen

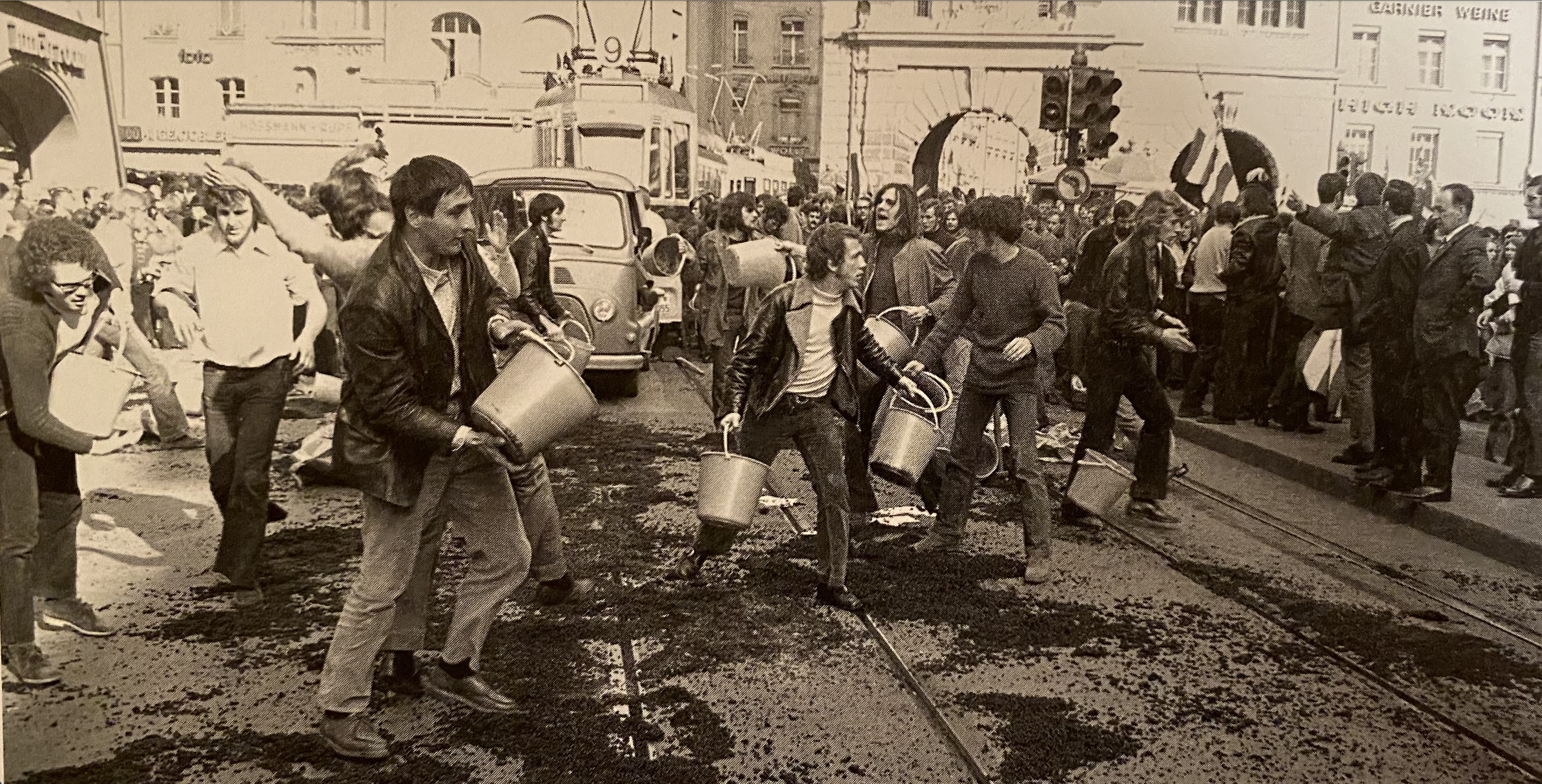
Aktivisten giessen Asphalt über Berner Tramschienen (1972)

Die «Kommission der guten Dienste» veröffentlichte im September 1971 einen zweiten Bericht zum Autonomiestatut, zumal der Regierungsrat davon ausging, dass bei der anstehenden Abstimmung ein neuer Kanton abgelehnt werden würde. Auf dieser Basis verfasste André Ory, der Leiter des kantonalen Amtes für Öffentlichkeitsarbeit, das eigentliche Statut, das die Regierung ein Jahr später präsentierte. Das RJ und die MUJ lehnten es ab, während sich die UPJ dafür aussprach. Als der Grosse Rat im November 1973 das Statut beriet, verweigerten die separatistischen Ratsmitglieder die Teilnahme an der Debatte.
Anfang 1972 stellte das Verkehrs- und Energiewirtschaftsdepartement neue Bauprojekte für das Nationalstrassennetz vor. Obwohl die Jurassier seit fast 20 Jahren den Bau der Autobahn Transjurane gefordert hatten, blieb ihre Region weiterhin unberücksichtigt. 2000 Separatisten demonstrierten am 18. März in Bern gegen diese Entscheidung. Nach dem Ende der friedlichen Kundgebung übergoss eine Gruppe von Béliers die Tramschienen in der Spitalgasse auf einer Länge von 50 Metern mit Asphalt. Am 13. Juli desselben Jahres besetzten Aktivisten die Schweizer Botschaft in Paris und erklärten, die Schweiz werde erst zur Ruhe kommen, wenn der Jura «vom Berner Joch befreit» sei. Zwei Besetzungen ereigneten sich drei Wochen später am 3. August: Unterstützt von wallonischen Separatisten hielten mehrere Béliers die belgische Botschaft in Bern besetzt, während gleichzeitig eine weitere Gruppe in Brüssel in die Schweizer Botschaft eindrang.
Um den anhaltenden Aktionen der Separatisten etwas entgegenzusetzen, restrukturierten die Berntreuen ihre Organisationen. Im Dezember 1973 entstand die Jugendbewegung Sangliers («Wildschweine») als Gegenstück zu den Béliers. Aus der Union des patriotes jurassiens ging am 22. März 1974 die Force démocratique hervor. Ihr schloss sich im selben Jahr auch die von Geneviève Aubry gegründete Frauenorganisation Groupement féminin de Force démocratique an. Wie angespannt die Lage im Jura war, zeigt ein Ereignis am Vorabend des ersten Plebiszits. Drei Béliers stiegen in Boncourt auf ein Hausdach, um eine Jurafahre zu befestigen. Ein Anwohner feuerte mehrere Schüsse ab, wobei ein Querschläger den Aktivisten Maurice Wicht in den Rücken traf. Zweieinhalb Wochen später erlag er seinen Verletzungen, worauf mehr als 3000 Separatisten ihm die letzte Ehre erwiesen.

## Juraplebiszite

### Zustimmung zu einem neuen Kanton

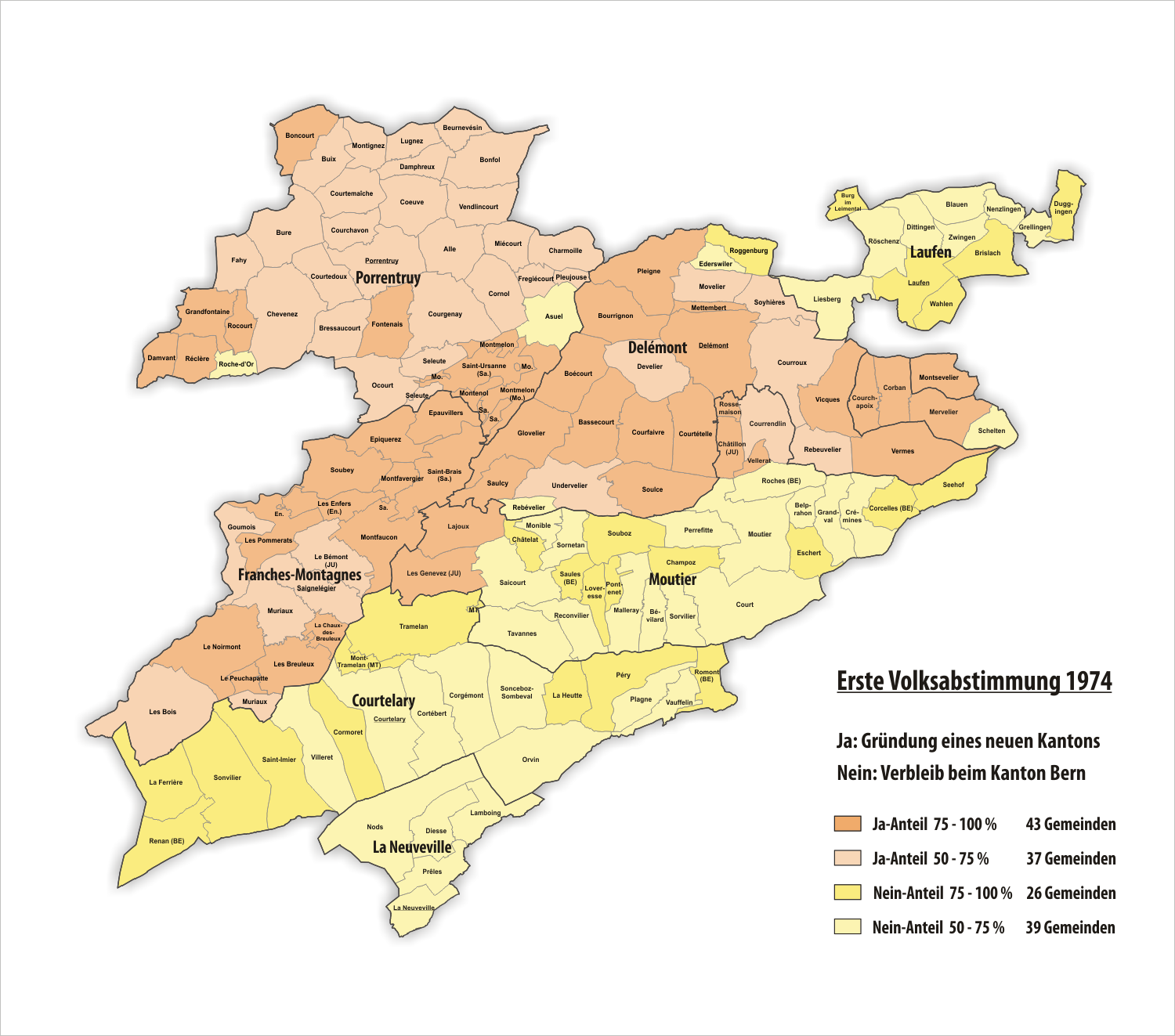
Gemeindeergebnisse des ersten Juraplebiszits 1974

Das erste Juraplebiszit, das die Schaffung eines neuen Kantons vorschlug, fand am 23. Juni 1974 statt. Als am Sonntagnachmittag um 17:30 Uhr die Mehrheit für den Kanton Jura feststand, strömten Tausende von Menschen zum Rathausplatz von Delémont. Dort verkündete die Führungsspitze des Rassemblement jurassien um 20 Uhr die offiziellen Endergebnisse. Auf das Wetter anspielend, sagte Vizepräsident Roger Schaffter in seiner Ansprache: «Es regnet Freiheit!» («Il pleut la liberté!»).
Bei einer Beteiligung von 90,0 % fiel das Ergebnis knapp aus. Auf die Frage «Wollt Ihr einen neuen Kanton bilden?» stimmten 51,9 % mit Ja und 48,1 % mit Nein. Drei Bezirke im Norden stimmten für den neuen Kanton (Delémont mit 79,0 %, Franches-Montagnes mit 77,2 % und Porrentruy mit 67,8 %). Umgekehrt manifestierte sich die Ablehnung in den übrigen Bezirken (Courtelary mit 76,7 %, Laufen mit 74,2 %, La Neuveville mit 65,6 % und Moutier mit 56,9 %). Das seit Jahren vorbereitete Autonomiestatut fiel dahin. Der Aufruf des MUJ, leer einzulegen, war weitgehend wirkungslos geblieben. Die Gruppierung verlor rasch an Einfluss und löste sich zwei Jahre später auf. Seit der Kantonsgründung ist der 23. Juni im Kanton Jura ein gesetzlicher Feiertag.

### Abstimmungen in den Bezirken

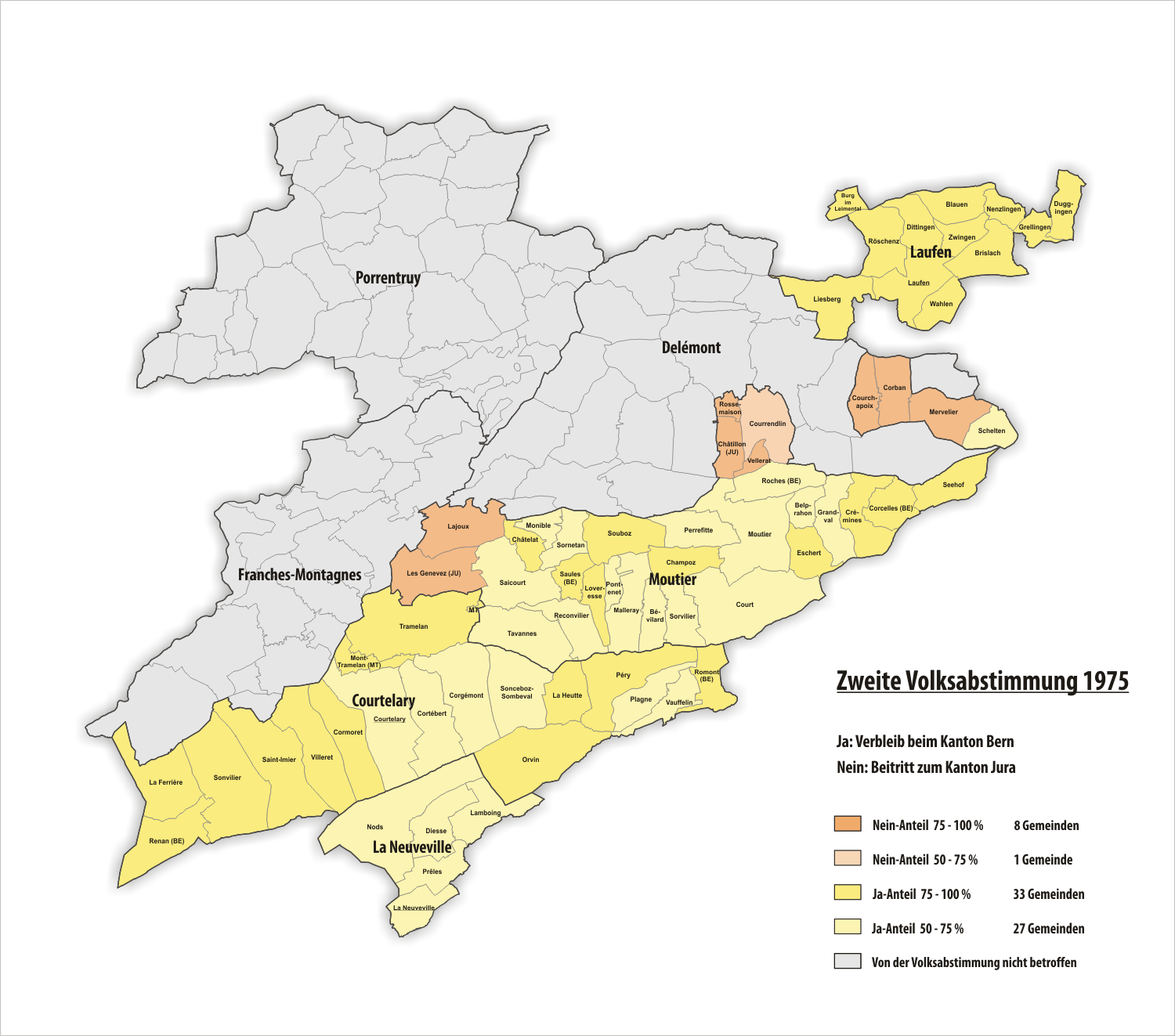
Gemeindeergebnisse des zweiten Juraplebiszits 1975

Gemäss dem Verfassungszusatz von 1970 konnte ein Fünftel der Stimmberechtigten in den unterlegenen Bezirken innerhalb von sechs Monaten ein zweites Plebiszit verlangen, um beim Kanton Bern zu bleiben. Die Force démocratique reichte im September 1974 entsprechende Volksinitiativen für die Bezirke Courtelary, La Neuveville und Moutier ein. Der Grosse Rat wollte die Jurafrage so schnell wie möglich geklärt haben und setzte das zweite Plebiszit auf den 13. Dezember an. Das Bundesgericht gab einer Beschwerde der Separatisten statt und erklärte den Beschluss für ungültig, da ein derart früher Termin keine sinnvolle Meinungsbildung erlaube. Nachdem innerhalb von nur 13 Tagen erneut drei Volksinitiativen zustande gekommen waren, legte der Grosse Rat den 13. März 1975 als neuen Termin fest. Anders gelagert war eine im Februar 1975 eingereichte Volksinitiative im Bezirk Laufen. Hier sollte die Bevölkerung am 14. September die Möglichkeit erhalten, vorläufig beim Kanton Bern zu bleiben, um dann in einem zweiten Schritt über den Anschluss an einen Nachbarkanton zu befinden.
Das zweite Juraplebiszit zementierte die Spaltung. Bei einer Beteiligung von über 94 % stimmten die drei südjurassischen Bezirke für den Verbleib bei Bern (76,8 % in Courtelary, 65,9 % in La Neuveville und 56,2 % in Moutier). Am Tag nach der Volksabstimmung kam es zu mehreren Protestkundgebungen und Zwischenfällen zwischen Separatisten und Berntreuen. Am 19. März 1975 beschloss der Regierungsrat, angesichts des deutlichen Verdikts, eine zwischenzeitlich vom RJ eingereichte Volksinitiative für einen Halbkanton Südjura nicht zur Abstimmung zu bringen. Drei Wochen später schlossen sich die unterlegenen Separatisten des Südjura in der neuen Gruppierung Unité jurassienne zusammen. Sechs Monate nach den Südjurassiern sprachen sich die Laufentaler mit 94,1 % der Stimmen ebenfalls gegen den Beitritt zum Kanton Jura aus, wobei weiterhin die Möglichkeit einer alternativen Kantonszugehörigkeit bestand.

### Kantonswechsel einzelner Gemeinden

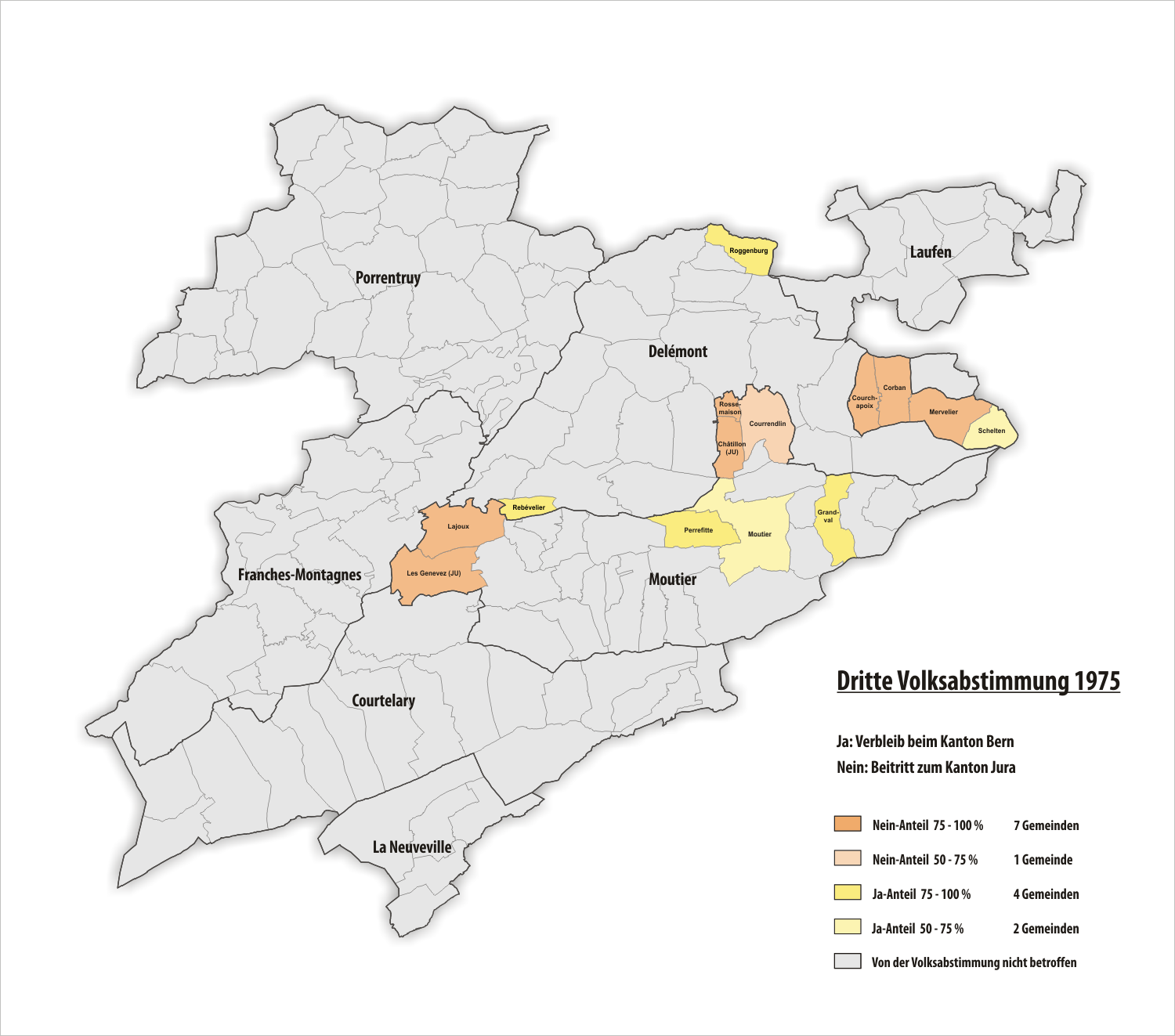
Gemeindeergebnisse des dritten Juraplebiszits 1975

Der Verfassungszusatz sah abschliessend eine dritte Runde von Volksabstimmungen auf kommunaler Ebene vor. Verlangt werden konnten diese mittels Volksinitiativen, und zwar jeweils innerhalb zweier Monate von einem Fünftel der Stimmberechtigten einer Gemeinde. Diese Möglichkeit bestand jedoch nur für Gemeinden, die an der vorläufigen Kantonsgrenze lagen, die durch das zweite Juraplebiszit definiert worden war. Auf diese Weise sollte die geographische Einheit des zukünftigen Kantons garantiert werden. Dementsprechend waren ausschliesslich Gemeinden im Grenzbereich der Bezirke Delémont und Moutier berechtigt.
14 Gemeinden stimmten an drei Terminen nochmals über den Kantonswechsel ab. Am 7. September 1975 sprachen sich Châtillon, Corban, Courchapoix, Courrendlin und Rossemaison dafür aus, sich dem Bezirk Delémont (und somit dem Kanton Jura) anzuschliessen; zusätzlich schloss sich Les Genevez dem jurassischen Bezirk Franches-Montagnes an. Hingegen lehnten Grandval, Moutier, Perrefitte und Rebévelier einen Wechsel ab. Am 14. September stimmten Lajoux und Mervelier dem Wechsel zu den Bezirken Franches-Montagnes bzw. Delémont zu, während Schelten beim Kanton Bern verblieb. Schliesslich entschied sich Roggenburg am 19. Oktober für einen Wechsel zum Bezirk Laufen. Die Änderungen traten am 1. Januar 1976 in Kraft.
Aufgrund der festgelegten Bedingungen blieb zwei Gemeinden eine dritte Abstimmung verwehrt, obwohl sie mit deutlicher Mehrheit einen Kantonswechsel gewünscht hatten. Ederswiler grenzte seinerzeit nicht an einen bei Bern verbliebenen Bezirk, da die massgebliche Grenzlage erst mit dem dritten Juraplebiszit und dem Wechsel von Roggenburg entstanden war. Gleich verhielt es sich im Falle von Vellerat, das erst durch den Wechsel von Châtillon und Courrendlin zur Grenzgemeinde wurde. Trotzdem führten beide Gemeinden inoffizielle Abstimmungen ohne Rechtskraft durch, um ihren Willen kundzutun.

## Die Kantonsgründung und ihre Folgen

### Brennpunkt Moutier
In fast allen Gemeinden war das Ergebnis eindeutig ausgefallen – mit Ausnahme des Bezirkshauptorts Moutier, wo sich die Berntreuen relativ knapp mit 54,1 % der Stimmen durchgesetzt hatten. In der Nacht vom 7. auf den 8. September 1975 zogen hunderte von Separatisten durch die Strassen der Stadt und liessen ihre Wut an Symbolen der Berner Herrschaft aus (zum Teil auch durch Antiseparatisten provoziert). Als die Krawalle ausser Kontrolle gerieten, setzte die Polizei Spezialeinheiten ein. 225 Personen wurden festgenommen, etliche waren verletzt. In der Folge standen sich in Moutier jahrelang zwei fast gleich grosse Lager unversöhnlich gegenüber. Ein weiterer schwerer Zusammenstoss mit der Polizei ereignete sich am 3. April 1977, als Separatisten in Moutier gegen die Absicht des Regierungsrats protestierten, die Nennung des jurassischen Volkes aus der Verfassung zu streichen. Der Grosse Rat entsprach dem Antrag sieben Monate später und in einer Volksabstimmung am 26. Februar 1978 wurde die «Staatsverfassung des Kantons Bern in seinen neuen Grenzen», die zusätzlich mehrere Übergangsbestimmungen bis zur Kantonsgründung enthielt, mit 80,8 % der Stimmen angenommen (wobei das Gebiet des zukünftigen Kantons nicht teilnahmeberechtigt war). Allmählich nahm die Gewaltbereitschaft ab und der Konflikt verlagerte sich auf die politische Ebene. 1982 errangen die Separatisten die Mehrheit im Gemeindeparlament, ab 1986 stellten sie auch den Gemeindepräsidenten.
Für Schlagzeilen sorgte im September 1977 der mysteriöse Tod des Offizieranwärters Rudolf Flükiger durch eine explodierte Handgranate, wobei bis heute nicht geklärt ist, ob ein Suizid, jurassische Separatisten oder die Rote Armee Fraktion verantwortlich sind. Mehrmals kam es vor, während und nach den Juraplebisziten bei Veranstaltungen zu Schlägereien und daraus resultierenden Sachbeschädigungen. Beispielsweise wurden am 30. Juni 1979 in Tramelan über 200 Béliers, die das Denkmal des Dichters Virgile Rossel besucht hatten, von Sangliers attackiert. Am 16. März 1980 hielt das Rassemblement jurassien seine Delegiertenversammlung im bernisch gebliebenen Cortébert ab, was die Sangliers als Provokation empfunden. Mehrmals versuchten sie das Versammlungslokal zu stürmen, wurden aber von den Béliers daran gehindert. Es gab vereinzelte Schüsse, aber nur in die Luft. Um die angeheizte Stimmung zu beruhigen, fuhr der Präsident der Juradelegation des Kantons Bern, Regierungsrat Werner Martignoni unmittelbar an den Ort und trug dazu bei, dass die besonnere Seite der Sangliers sich durchsetzen konnte. Unter Polizeischutz konnten die Delegierten ihr Treffen beenden. Dieser Anlass gilt rückblickend als Wendepunkt, bei welchem die Gewaltspirale gebremst wurde. 

### Verfassunggebende Versammlung

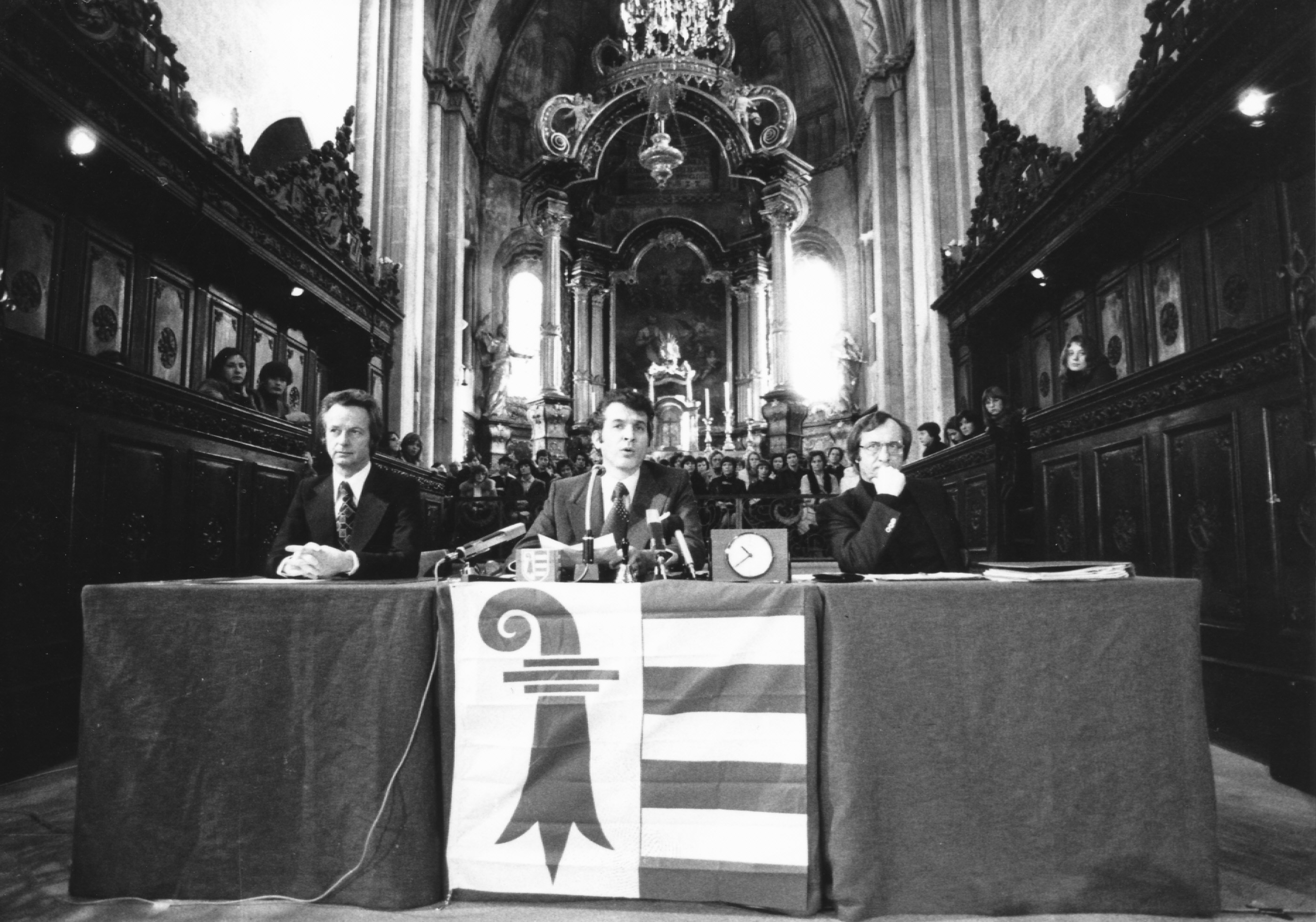
Zeremonie zur Annahme der jurassischen Verfassung am 3. Februar 1977 in der Stiftskirche von Saint-Ursanne

Nach dem positiven Ergebnis für die Schaffung eines Kantons Jura wählten die Stimmberechtigten des definierten Gebiets am 21. März 1976 eine 50-köpfige verfassunggebende Versammlung. Die feierliche Eröffnungssitzung fand am 12. April in der Kirche Saint-Marcel in Delémont statt, die konstituierende Sitzung am Tag darauf in der Aula des Gymnasiums von Porrentruy. Die Versammlung bestimmte François Lachat zu ihrem Präsidenten, während Roland Béguelin und Gabriel Roy als Vizepräsidenten amtierten.
Am 22. Januar 1977 stellte die Versammlung die zukünftige Verfassung der Republik und des Kantons Jura vor. Umstritten war Artikel 138, in dem es hiess, dass der Kanton jeden Teil des Jura aufnehmen könne, wenn sich dieser nach Bundesrecht und nach dem Recht des Kantons Bern ordentlich getrennt hat. Der Verfassungsartikel sorgte in berntreuen Kreisen für Verstimmung und hatte drei Monate zuvor (bei der Präsentation eines noch schärfer formulierten Entwurfs) vorübergehend zum Abbruch der Beziehungen zwischen der Versammlung und dem Regierungsrat geführt. Die jurassischen Stimmberechtigten nahmen die Verfassung am 20. März 1977 an, mit einem Ja-Anteil von 82,5 %. Ebenso erteilten sie der verfassunggebenden Versammlung den Auftrag, die kantonale Gesetzgebung zu schaffen und die Interessen des entstehenden Kantons zu wahren.

### Kantonsgründung
Beide Kammern der Bundesversammlung genehmigten die Verfassung am 21. Juni 1977 – mit Ausnahme von Artikel 138, der aufgrund seiner «Unvereinbarkeit mit dem Geist der eidgenössischen Solidarität» keine Bundesgarantie erhielt. Ein weiterer Bundesbeschluss vom 9. März 1978 genehmigte die Schaffung des Kantons Jura. Für Diskussionen sorgte in der Debatte die Frage, ob der Jura ein Halbkanton mit nur einer halben Standesstimme und einem Ständeratssitz sein solle, da er wie im Falle von Appenzell, Basel und Unterwalden aus einer Kantonstrennung heraus entstehen würde. Der Bundesrat war der Ansicht, dass es undenkbar sei, Bern als einen der grössten Kantone der Schweiz zu einem Halbkanton zu «degradieren». Man könne die Gründung des Kantons Jura vielmehr als Rückkehr zum Zustand betrachten, der vor 1815 bestanden habe. Zudem schreibe die Bundesverfassung von 1848 nicht vor, dass eine Teilung zwingend zu einem Halbkanton führen müsse. Andererseits würde die Aufwertung der bestehenden Halbkantone zu Vollkantonen das Sprachengleichgewicht ungebührlich zugunsten der Deutschschweiz verschieben.
Die Aufnahme eines neuen Kantons in die Eidgenossenschaft erforderte die Änderung von Artikel 1 der Bundesverfassung, der die Anzahl und die Auflistung der Kantone enthielt. Aus diesem Grund fand am 24. September 1978 ein obligatorisches Referendum statt. 82,3 % der Abstimmenden und sämtliche Kantone stimmten der Gründung des 23. Kantons zu, die geringste Unterstützung resultierte erwartungsgemäss im Kanton Bern mit 69,6 %. Am selben Tag zogen mehrere Tausend Jurassier zum Rathausplatz von Delémont, wo kurz nach 16 Uhr das offizielle Ergebnis verkündet wurde.
Knapp drei Wochen zuvor hatten am 5. September 1978 Kurt Furgler, Ernst Jaberg und François Lachat im Namen des Bundesrats, des Berner Regierungsrats und der verfassunggebenden Versammlung das Abkommen über die Aufteilung der Güter zwischen den beiden Kantonen unterzeichnet. Im November wählten die Jurassier ihre Regierung, ihr Parlament und ihre Vertreter in der Bundesversammlung. Die gesetzgeberische Arbeit der verfassunggebenden Versammlung war am 6. Dezember abgeschlossen und am 1. Januar 1979 erlangte der Kanton Jura seine volle Souveränität. Seither wird der Begriff Berner Jura nur noch für die südlichen, beim Kanton Bern verbliebenen Bezirke verwendet.

### Spannungen unter den Separatisten
Unmittelbar nach der Kantonsgründung wichen die Interessen des RJ und der jurassischen Regierung voneinander ab. Der harte Kern um Roland Béguelin setzte seine kompromisslose Politik fort und verunglimpfte weiterhin den Berner Regierungsrat sowie den Bundesrat, da diese in der Jurafrage weiterhin unbeweglich seien. Die jurassische Regierung strebte zwar ebenfalls eine Wiedervereinigung mit dem Berner Jura an, wollte dies aber mit Dialog und Versöhnung erreichen. In der Folge verschlechterte sich ihr Verhältnis zu Béguelin zusehends und es kam zum Bruch zwischen den einstigen Weggefährten. Ebenfalls nicht mit dem Kurs ihrer Regierung einverstanden waren die Béliers. Während die Sangliers ihre Aktivitäten nach den Zwischenfällen von Tramelan und Cortébert deutlich zurückfuhren, lösten sich erstere 1981 organisatorisch vom RJ und gingen dazu über, Bern auf symbolische Weise zu bekämpfen. Beispielsweise stürzten sie am 1. Juni 1984 das Denkmal Le Fritz vom Sockel und stahlen zwei Tage später den kulturhistorisch bedeutenden Unspunnenstein, der über 15 Jahre lang verschwunden blieb.

### Wechselwünsche von Vellerat und Ederswiler
Ab 1979 versuchte der Berner Regierungsrat, mit der jurassischen Regierung über die Gemeinden Vellerat und Ederswiler zu verhandeln, die nicht an der dritten Runde der Juraplebiszite teilnehmen durften. Dabei stellten sich die Berner den Tausch von Vellerat gegen Ederswiler vor. Der Bundesrat war jedoch im Januar 1980 der Ansicht, dass «der Anschluss […] an einen anderen Kanton keine einfache Grenzbereinigung, sondern eine Gebietsabtretung zwischen Kantonen» darstellte. Weiter hiess es, dass dies «die gegenseitigen Machtverhältnisse und das eidgenössische Gleichgewicht verändert […] Daher ist eine solche Angliederung an die Zustimmung von Volk und Ständen gebunden». Der Bundesrat war auch der Meinung, dass es besser sei, die Klärung der Frage zum Bezirk Laufen abzuwarten, bevor die Fälle Vellerat und Ederswiler geregelt werden. Die Jurassier lehnten den Tausch ab und beschuldigten die Berner, «das jurassische Territorium amputieren» zu wollen. Ein Tausch sei nur bei Abtretung des gesamten Berner Jura akzeptabel. Vertreter des Jura, Berns und des Bundes versuchten ab 1981 eine einvernehmliche Lösung zu finden. Aus Protest gegen die schleppenden Verhandlungen erklärte sich Vellerat am 11. August 1982 zur «freien Gemeinde». Sie richtete einen Grenzposten ein und stellte «Gemeindepässe» aus. Die Einwohner nahmen nicht mehr an kantonalen Abstimmungen teil und boykottierten auch die Volkszählung. Ederswiler wiederum reichte vergeblich mehrere Petitionen ein.

### Noch kein Kantonswechsel des Laufentals

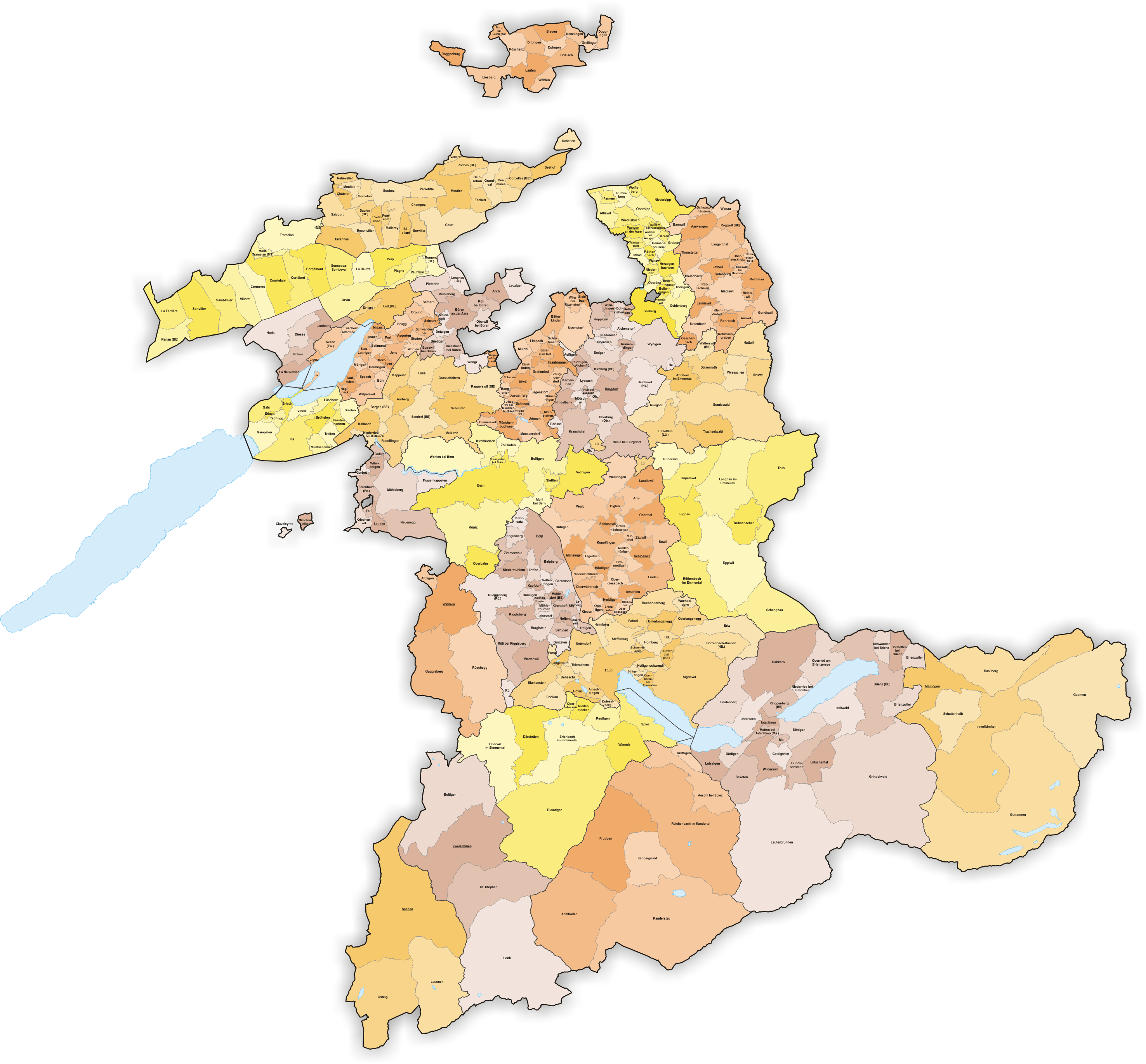
Der Kanton Bern ab 1979, ganz im Norden das Laufental

Seit 1974 stand fest, dass das Laufental vorläufig eine Berner Exklave sein würde. Ab 1976 prüfte die vom Volk gewählte Bezirkskommission Laufental sowohl einen Sonderstatus innerhalb des Kantons Bern als auch die Zugehörigkeit zu den Kantonen Basel-Landschaft, Basel-Stadt oder Solothurn. Zunächst zeigte nur Basel-Stadt ein echtes Interesse, den Bezirk Laufen aufzunehmen, was die beiden anderen in Zugzwang brachte: Basel-Landschaft hatte Bedenken, dass die Frage der Wiedervereinigung der beiden Basel gestellt werden könnte, und Solothurn befürchtete, dass in seinen Exklaven Kleinlützel und Leimental ebenfalls Sezessionswünsche entstehen könnten.
Das parteiübergreifende Komitee «Ja zur besten Lösung» lancierte eine Volksinitiative mit der Frage «Wollt Ihr das Verfahren für den Anschluss des Bezirks Laufen an einen Nachbarkanton einleiten?» und reichte sie mit Unterstützung der Bezirkskommission am 18. November 1977 ein. Am 18. Juni 1978 nahmen die Laufentaler die Initiative mit 65,1 % der Stimmen an. In einem zweiten Schritt stimmten sie am 13. Januar 1980 darüber ab, welchem Kanton sie im Falle eines Anschlussverfahrens den Vorzug geben würden. Ihre Wahl fiel mehrheitlich auf Basel-Landschaft (51,5 %), während Solothurn (32,5 %) und Basel-Stadt (16,0 %) die Stimmen der Minderheit auf sich vereinten. In der dritten Runde am 16. März 1980 erhielt Basel-Landschaft (65,0 %) den Vorzug gegenüber Solothurn (35,0 %). Die Bezirkskommission erhielt somit den Auftrag, mit den Baselbieter Behörden sämtliche Modalitäten eines möglichen Kantonswechsels auszuhandeln. Die Verhandlungen dauerten knapp drei Jahre und mündeten in den Laufentalvertrag, der am 10. Januar 1983 unterzeichnet wurde.
Die entscheidende Volksabstimmung war auf den 11. September 1983 angesetzt. Beide Seiten lieferten sich einen emotional geführten Abstimmungskampf, mit dem Probaselbieter Komitee «Ja zur besten Lösung» auf der einen und der Aktion bernisches Laufental (ABL) auf der anderen Seite, wobei letztere den Bezirk mit einer beispiellosen Propagandawelle überzog. Die Stimmberechtigten entschieden sich schliesslich bei einer Beteiligung von 93 % und mit 56,7 % der Stimmen überraschend deutlich für den Verbleib bei Bern. Die Berntreuen schienen sich durchgesetzt zu haben, doch dann überschlugen sich die Ereignisse.

## Auswirkungen der Berner Finanzaffäre

### Beeinflussung durch geheime Zahlungen

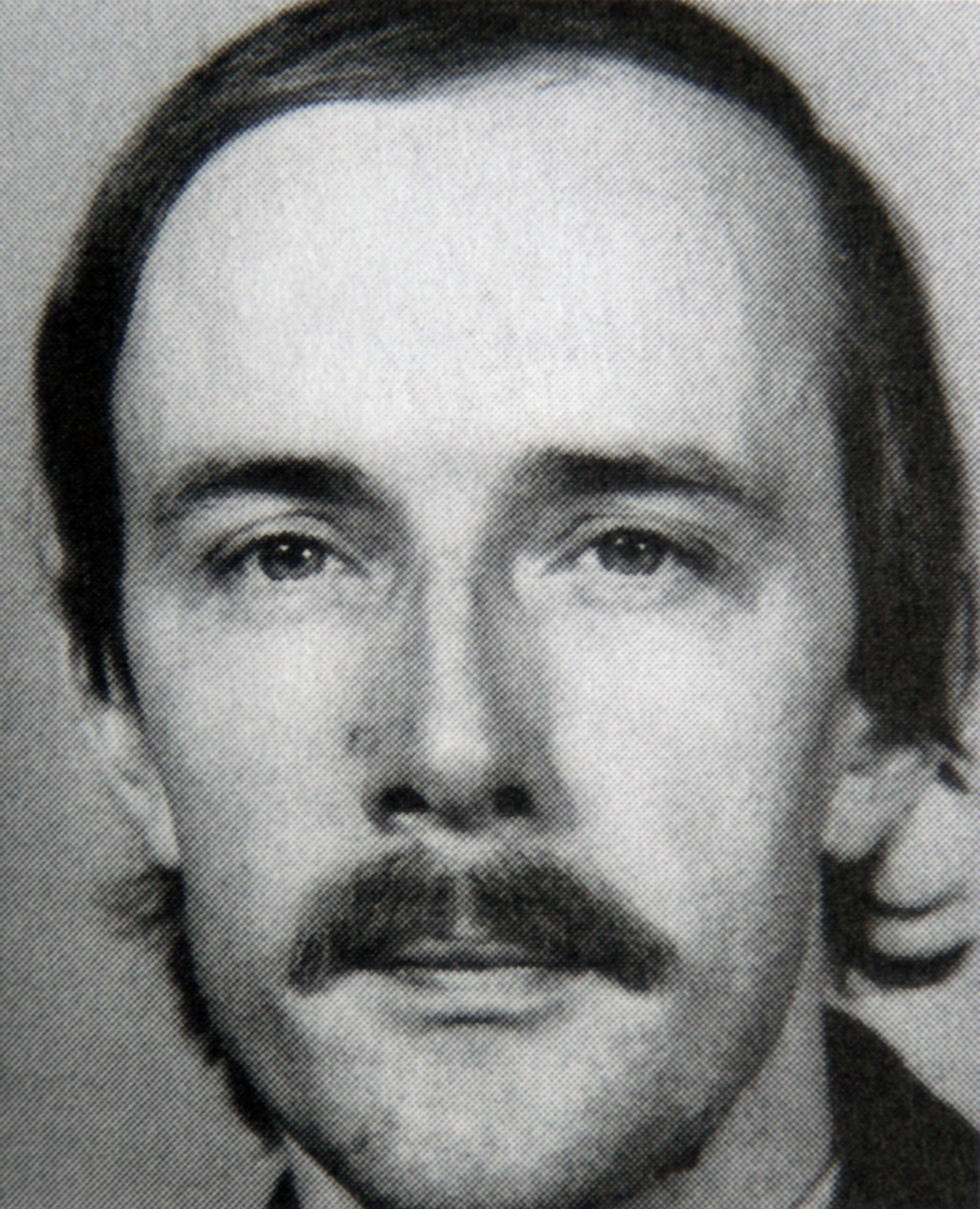
Rudolf Hafner

Im August 1984 machte Rudolf Hafner, ein Revisor der bernischen Kantonsverwaltung, als Whistleblower die Verletzung verschiedener Vorschriften des Finanzhaushaltsgesetzes sowie den Missbrauch von Steuergeldern und Mitteln aus dem SEVA-Lotteriefonds öffentlich. Über ein Konto für «Unvorhergesehenes» sollen unter anderem heimlich hohe Geldbeträge an berntreue Organisationen im Jura und im Laufental geflossen sein. Ebenso sollen Gelder rechtswidrig dazu gedient haben, gesellige Anlässe der Kantonsverwaltung sowie Vergnügungsreisen und private Ausgaben von Regierungsräten zu begleichen. Als Folge der Enthüllungen setzte der Grosse Rat eine «Besondere Untersuchungskommission» ein. Ihr erster Bericht bestätigte im August 1985 sämtliche Vorwürfe, wobei die Geldbeträge zum Teil noch höher waren als ursprünglich angenommen. Allein in den Jahren 1980 bis 1983 hatte die Force démocratique 120'000 Franken für die Finanzierung ihrer Aktivitäten erhalten. 125'000 Franken gingen an Radio Jura bernois und 333'281 Franken an die ABL. Der Berner Regierungsrat gab im Oktober 1985 die Vorwürfe zu und erklärte, dass die geheimen Zahlungen zum Teil bereits 1974 begonnen hätten. Bis 1982 seien insgesamt 730'000 Franken an probernische antiseparatistische Organisationen gezahlt worden, um die Juraplebiszite und die Laufental-Abstimmungen zu beeinflussen. Der im März 1986 veröffentlichte Revisionsbericht der ABL wies ergänzend dazu nach, dass 85 % ihres Budgets durch Geheimzahlungen aus Bern finanziert worden war. Dies hatte es ihr ermöglicht, die Meinungsbildung im Laufental regelrecht zu dominieren. Die Berner Finanzaffäre beschäftigte Politik und Justiz für mehrere Jahre.

### Neue Auseinandersetzung um das Laufental
Auftrieb erhielt angesichts der Enthüllungen die Laufentaler Bewegung, der im Jahr zuvor gegründete Dachverband der Probaselbieter Organisationen. Fünf Mitglieder reichten im September 1985 eine Abstimmungsbeschwerde im Grossen Rat ein und der Bezirksrat (wie die Bezirkskommission mittlerweile hiess) formulierte eine formelle Eingabe, um eine genauere Untersuchung durchzuführen und die ohne Rechtsgrundlage ausbezahlten Gelder zurückzuerstatten. Hinzu kam eine von Grossrat Jürg Schärer (POCH) eingereichte Motion, die angesichts der massiven Beeinflussung eine erneute Abstimmung im Laufental forderte. Der Grosse Rat beschloss einen Monat später, gar nicht erst auf die Beschwerde der fünf Laufentaler einzugehen – mit Hinweis auf die abgelaufene Beschwerdefrist; ebenso wies er Schärers Motion zurück. Die Eingabe des Bezirksrates nahm er lediglich als unverbindliche Petition entgegen.
Daraufhin unternahm der Bezirksrat weitere Schritte und richtete eine neue Beschwerde an den Bundesrat, damit dieser eine unabhängige Untersuchungskommission einsetze und eine neue Abstimmung organisiere. Die Laufentaler Bewegung wiederum gelangte mit einer staatsrechtlichen Beschwerde ans Bundesgericht, das die Beschwerde am 18. März 1987 guthiess. Der Grosse Rat musste sich doch noch mit der Angelegenheit befassen, lehnte die Beschwerde am 3. November 1987 aber ab. Die Laufentaler Bewegung reichte eine weitere staatsrechtliche Beschwerde ein und machte geltend, dass der Kanton Bern widerrechtlich Einfluss auf die Meinungsbildung genommen habe. Am 20. Dezember 1988 verfügte das Bundesgericht, dass die Abstimmung von 1983 wiederholt werden müsse. Es war der Ansicht, dass der Berner Regierungsrat nicht das Recht gehabt habe, sich finanziell an der Abstimmungskampagne zu beteiligen.

### Klage des Kantons Jura vor dem Bundesgericht

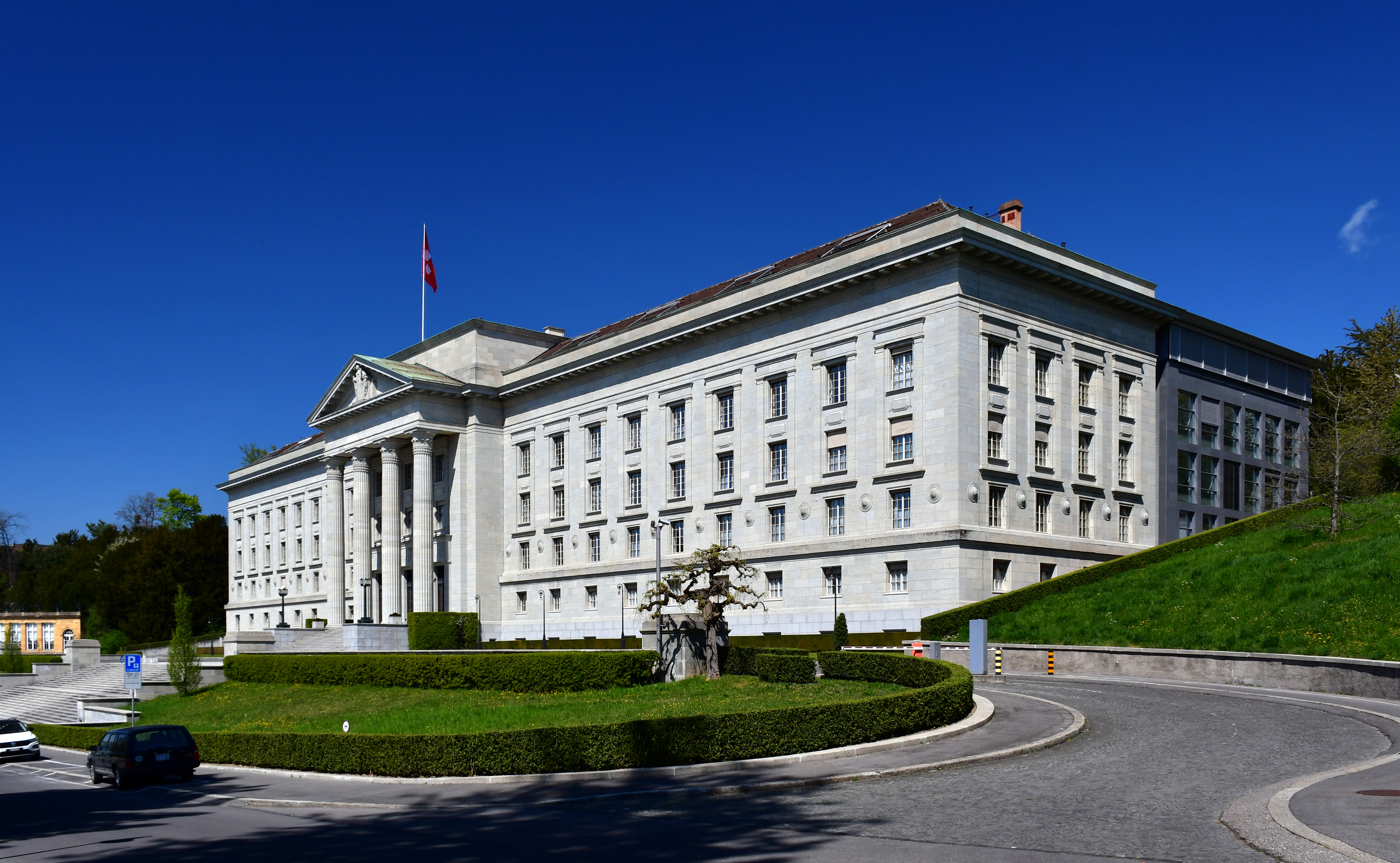
Sitz des Bundesgerichts in Lausanne

Am 14. November 1985 verlangte die jurassische Regierung vom Bundesrat eine detaillierte Untersuchung, da die finanzielle Unterstützung der antiseparatistischen Organisationen die Juraplebiszite von 1974/75 in unzulässiger Weise verfälscht hätten. Sie sollten wiederholt werden, um der Bevölkerung die Möglichkeit zu geben, ihren Willen ohne Beeinflussung kundzutun. Der Bundesrat erklärte sich am 22. Januar 1986 für nicht zuständig und übertrug den Fall ans Bundesgericht. Gleichzeitig erklärte er sich bereit, weiterhin allen interessierten Parteien als Vermittler zu dienen. Als er am 24. Juni 1987 ein Wiedererwägungsgesuch ebenfalls ablehnte, forderte die jurassische Regierung die Bundesversammlung auf, den Bundesrat anzuweisen, sich mit ihrem Antrag zu befassen oder selbst die erforderlichen Massnahmen zu ergreifen. Die Bundesversammlung lehnte die Beschwerde am 9. Juni 1988 ab. Am 16. Januar 1989 ersuchte die jurassische Regierung das Bundesgericht, ihre Eingabe als staatsrechtliche Beschwerde zu behandeln. Sie forderte eine detaillierte Untersuchung der Geldströme, die Ungültigerklärung des zweiten und dritten Juraplebiszits in den Bezirken Courtelary, La Neuveville und Moutier sowie eine Wiederholung dieser Abstimmungen, wobei der Kanton Bern sämtliche Kosten und Auslagen zu tragen hätte.
Das Bundesgericht wies die Eingabe am 13. März 1991 zurück. Der Kanton Jura habe nicht das Recht, sich in dieser Angelegenheit über mögliche Unregelmässigkeiten zu beschweren, da er zum fraglichen Zeitpunkt noch gar kein staatsrechtliches Subjekt war. Darüber hinaus seien die angefochtenen Abstimmungen vom Kanton Bern organisiert worden, weshalb sich grundsätzlich nur Berner Stimmberechtigte auf die internen Regeln berufen können, welche die Organisation dieses Kantons regeln – einschliesslich der Abspaltung eines Teils seines Territoriums und seiner Bevölkerung. Die jurassische Regierung ersuchte um eine Unterredung beim Bundesrat, die am 9. April stattfand. Sie kritisierte, dass die Fakten der Berner Finanzaffäre nicht sanktioniert würden, obwohl der Bezirk Laufen vor Bundesgericht Recht erhalten habe. Zudem zeige der Fall Moutier, wo sich die Mehrheitsverhältnisse geändert hatten, dass die Jurafrage noch lange nicht gelöst sei.

### Wechsel des Laufentals zu Basel-Landschaft

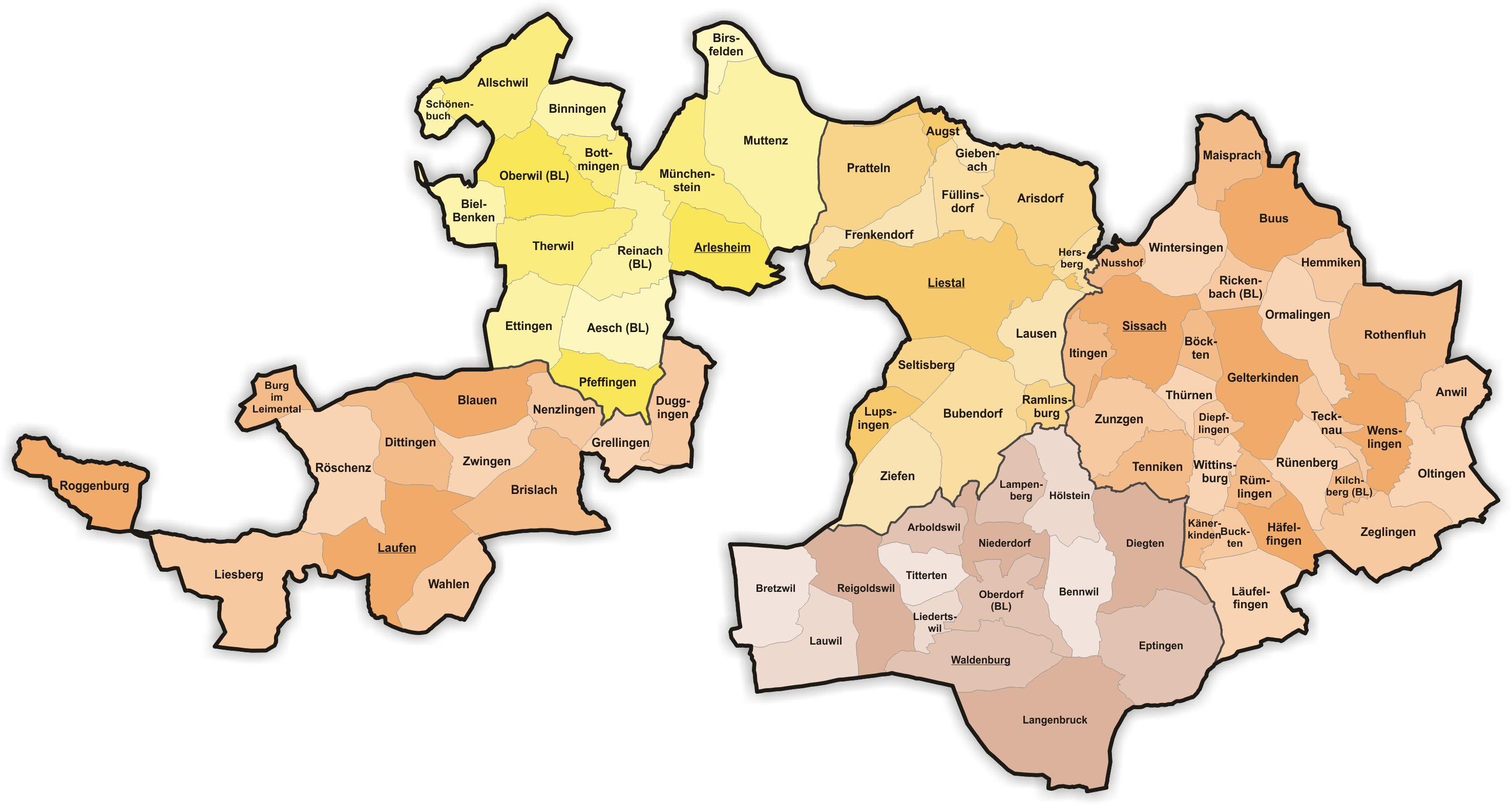
Der Kanton Basel-Landschaft mit dem Bezirk Laufen

Die Annullierung der Laufental-Abstimmung löste umgehend eine neue Debatte aus, die schon bald vergleichbare Ausmasse wie jene von 1983 annahm. Die Laufentaler Bewegung gab sich deutlich kämpferischer und aktivistischer als das Vorgängerkomitee «Ja zur besten Lösung». Sie pflegte auch enge Beziehungen zu den jurassischen Separatisten und besass mit der Jungen Kraft Laufental eine Jugendbewegung, deren Vorbild eindeutig die Béliers waren. Ebenso heftig und emotional trat die ABL auf. Daneben hob sich das gemässigte Komitee «Jo zum Baselbiet» durch sachliche Information und den Verzicht auf persönliche Angriffe ab. Die Volksabstimmung vom 12. November 1989 verzeichnete eine rekordhohe Stimmbeteiligung von 93,6 %. Dabei setzten sich die Befürworter des Anschlusses an Basel-Landschaft mit 51,7 % der Stimmen durch. Obwohl bei einer Nachkontrolle keinerlei Unregelmässigkeiten festgestellt worden waren, annullierte der Grosse Rat am 5. Februar 1990 die Abstimmung mit 102:78 Stimmen, indem er eine Beschwerde der ABL, entgegen der Anträge von Regierungsrat und Justizkommission, guthiess. Einen Monat später ging eine Beschwerde der Laufentaler Bewegung beim Bundesgericht ein. Dieses hob am 13. März 1991 den Grossratsbeschluss auf und wies die Vorinstanz an, die Abstimmung für gültig zu erklären. Der Grosse Rat fügte sich am 25. Juni mit 95 zu 20 Stimmen.
Am 22. September 1991 sprachen sich die Stimmberechtigten des Kantons Basel-Landschaft mit 59,3 % der Stimmen für die Anpassung der Bestimmungen des Laufentalvertrags aus, worauf der Regierungsrat und der Landrat den Anschluss des Laufentals am 22. November 1991 bzw. am 22. Februar 1992 genehmigten. Nachdem auch die Bundesversammlung ihren Segen dazu gegeben hatte, folgte am 26. September 1993 das obligatorische Referendum auf Bundesebene. 75,2 % der Abstimmenden und alle Kantone stimmten dem Kantonswechsel zu, im Laufental selbst betrug die Zustimmung 52,6 %. Seit dem 1. Januar 1994 gehört der Bezirk Laufen zum Kanton Basel-Landschaft.

## Angespannte Beziehungen

### UNIR-Initiative
Die Beziehungen zwischen den Kantonen Bern und Jura blieben weiterhin angespannt. 1988 reichte das Rassemblement jurassien eine kantonale Volksinitiative mit dem Namen UNIR («vereinigen») ein. Die Abkürzung stand für Une Nécessité Incontournable: la Réunification («Eine unumgängliche Notwendigkeit: die Wiedervereinigung»). Die Initiative forderte, dass «die institutionelle Einheit des Jura eines der Hauptziele des Kantons» sein müsse. Er müsse deshalb «die politischen, finanziellen, kulturellen und rechtlichen Mittel vorsehen, die zur Erreichung dieses Ziels geeignet sind». Konkret verlangte sie also die Ausarbeitung einer Ausführungsgesetzgebung zu dem seinerzeit von der Bundesversammlung nicht akzeptierten Wiedervereinigungsartikel 138. Nachdem das Parlament am 20. Dezember 1990 die Initiative ohne Gegenstimme angenommen hatte, reichte der Berner Regierungsrat umgehend eine staatsrechtliche Beschwerde beim Bundesgericht ein. Dieses erklärte die Initiative am 17. Juni 1992 für ungültig und forderte die jurassischen Behörden auf, ihr keine Folge zu leisten. Dennoch verabschiedete das jurassische Parlament ein Wiedervereinigungsgesetz.

### Kommission Widmer
Am 9. März 1992 setzten der Bundesrat, der Berner Regierungsrat und die jurassische Regierung eine unabhängige Kommission ein, die eine Lösung der Jurafrage finden sollte. Ihr Vorsitzender war Sigmund Widmer, ehemaliger Nationalrat und früherer Stadtpräsident von Zürich. In ihrem Bericht, den sie am 7. April 1993 veröffentlichte, stellte die fünfköpfige Kommission fest, dass die Teilung des Jura ein Fehler gewesen sei. Sie schlug die Wiedervereinigung bis zum Jahr 2000 in zwei Etappen vor. Zuerst sollte eine paritätisch zusammengesetzte und von einem neutralen Vorsitzenden präsidierte Kommission mit Mitgliedern aus dem Kanton Jura und dem Berner Jura einen Dialog aufnehmen. Sie sollte Garantien zugunsten des Berner Jura nach einer möglichen Vereinigung ausarbeiten. Im Falle der Annahme einer Vereinbarung durch die Stimmberechtigten beider Regionen würde der Weg frei für die Gründung eines neuen Kantons. Sollte dieses Vorhaben scheitern, würde die Kommission einen Halbkanton «Jura-Süd» einem Autonomiestatut im Kanton Bern den Vorzug geben. Im schlechtesten Fall wäre ein Kantonswechsel von Gemeinden mit separatistischer Mehrheit ins Auge zu fassen.
Die Kommission sprach auch die Regelung der Fälle Vellerat und Ederswiler an, die unverzüglich angegangen werden müsse. Während die Separatisten mit dem Kommissionsbericht zufrieden waren, reichten die Antiseparatisten eine von 19'000 Personen unterzeichnete Petition ein. Sie forderte den Berner Regierungsrat auf, nicht auf den Bericht einzugehen. Dieser lehnte die Schlussfolgerungen des Berichts am 2. Juli 1993 zwar ab, kam aber auch zum Schluss, dass der Fall Vellerat gelöst werden müsse, und nahm entsprechende Verhandlungen auf. Wieder kam die Idee eines Tausches von Vellerat gegen Ederswiler auf, was der Kanton Jura erneut ablehnte. In Ederswiler selbst war das Interesse an einem Kantonswechsel mittlerweile verflogen, auch hatte die Gemeinde keine gemeinsame Grenze mit dem Kanton Bern mehr.

### Affäre Hêche und weitere Anschlagswelle
In der Nacht des 13. Oktober 1986 wurden der Gerechtigkeitsbrunnen in der Berner Altstadt vandaliert und die auf der Brunnensäule befindliche Justitiastatue fast vollständig zerstört. Obwohl sich die Béliers nie dazu bekannten, rechnete man ihnen diese Tat zu. Im Zusammenhang mit einer anderen Straftat legte der Aktivist Pascal Hêche ein Geständnis ab. Das Amtsgericht Bern verurteilte ihn im März 1989 zu 22 Monaten Gefängnis und einer Geldstrafe von 200'000 Franken. Im Juli 1990 bestätigte das Berner Obergericht das Urteil, im Dezember 1991 auch der Kassationshof des Bundesgerichts. Der im Berner Jura wohnhafte Hêche floh in den Kanton Jura, wo er um Asyl ersuchte. Gestützt auf den seit 70 Jahren nicht mehr angewandten Artikel 67 der damaligen Bundesverfassung verweigerte die jurassische Regierung die Auslieferung Hêches an Bern, da seine Tat politisch motiviert gewesen sei; stattdessen sollte er die Haft im Kanton Jura absitzen. Kurz nach Haftantritt ging das Parlament im März 1993 auf ein Gnadengesuch ein und erliess die Hälfte der Haftstrafe. Der Berner Regierungsrat verzichtete auf eine Beschwerde vor Bundesgericht, da er eine solche für aussichtslos hielt.
Eine unbekannte Täterschaft, die sich auf die zwei Jahrzehnte zuvor zerschlagene FLJ berief, verübte im September 1987 mehrere Brandanschläge auf Munitionsdepots der Armee und Schiessstände. Während die jurassische Regierung die Taten verurteilte und sie als kontraproduktiv für die Erreichung des Ziels der Wiedervereinigung bezeichnete, zeigten das RJ und die Béliers ein gewisses Verständnis. Am 5. April 1989 zerstörte ein Brandanschlag die historische Holzbrücke in Büren an der Aare. Ein beim Tatort gefundener Zeitungsartikel liess darauf schliessen, dass die Béliers damit die erstinstanzliche Verurteilung von Pascal Hêche rächen wollten; ein direkter Zusammenhang konnte jedoch nie nachgewiesen werden und die Täterschaft blieb unauffindbar. Im Mai 1992 brannte die kleine deutschsprachige Schule in der Mennonitensiedlung Montbautier nieder, ein Monat darauf das Sägewerk von Nationalrat Marc-André Houmard in Malleray (das bereits 1963 betroffen gewesen war). Die Anschlagswelle fand Anfang 1993 ein abruptes Ende: Der radikalisierte Separatist Christophe Bader, der sich zunehmend von den Béliers distanziert hatte, wollte aus Solidarität mit Hêche mehrere Sprengstoffanschläge verüben, darunter auf das Berner Rathaus. Als er am Morgen des 7. Januar auf dem Weg dorthin war, ging in seinem Auto eine Sprengladung zu früh hoch und er kam in der Explosion ums Leben. Die Bundesanwaltschaft verhaftete zwei Komplizen und fand in mehreren Verstecken Zünder und grössere Mengen Sprengstoff. Baders Beteiligung an den übrigen Anschlägen konnte nie restlos geklärt werden, ist aber anzunehmen.

### Verständigung und Kantonswechsel von Vellerat

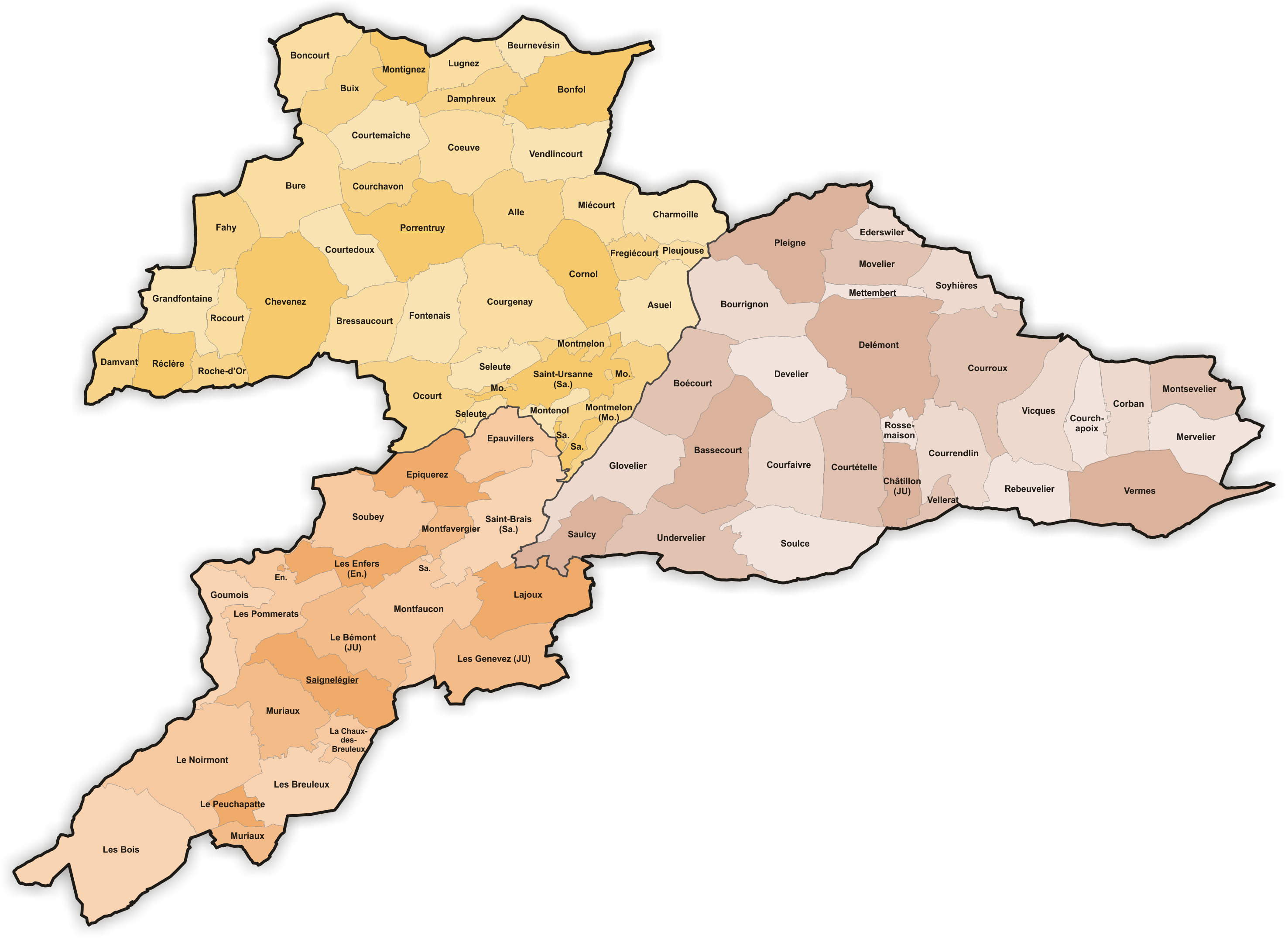
Der Kanton Jura ab 1. Juli 1996

Der missglückte Sprengstoffanschlag und der Bericht der Kommission Widmer gaben den Anstoss zur politischen Beilegung des Jurakonflikts. Unter Vermittlung des Bundes fanden im Kanton Solothurn Geheimverhandlungen statt, die zu einer Verständigung zwischen den beiden Kantonsregierungen führten. Am 25. März 1994 unterzeichneten Bundesrat Arnold Koller, der Berner Regierungsrat Hermann Fehr und der jurassische Minister Jean-Pierre Beuret das «Abkommen über die Institutionalisierung des interjurassischen Dialogs». Der Kanton Jura verpflichtete sich, die Ergebnisse der Juraplebiszite nicht mehr in Frage zu stellen und das UNIR-Gesetz zurückzustellen. Das Abkommen schuf auch die Interjurassische Versammlung, deren Ziel es war, einvernehmliche Lösungen in der Jurafrage zu finden. Fünf Tage zuvor hatten die separatistischen Organisationen Rassemblement jurassien und Unité jurassienne zum Mouvement autonomiste jurassien (MAJ) fusioniert. Dieser interpretierte die Unterzeichnung durch die jurassische Regierung als «Verrat». Die aus 24 ernannten Mitgliedern bestehende und paritätisch zusammengesetzte Interjurassische Versammlung nahm ihre Arbeit am 11. November auf, unter dem Vorsitz des ehemaligen Bundesrats René Felber.
Das Abkommen räumte der Gemeinde Vellerat das Recht ein, über ihre Kantonszugehörigkeit abzustimmen. Der Berner Regierungsrat präsentierte am 30. Juni 1994 das «Vellerat-Gesetz», das der Grosse Rat am 7. November verabschiedete. Am 12. März 1995 nahmen es die Berner Stimmberechtigten mit einem Ja-Anteil von 84,3 % an (Vellerat selbst ohne Gegenstimme). Die Jurassier erteilten am 25. Juni ihre Zustimmung zum Beitritt mit einem Ja-Anteil von 91,9 %. Die Bundesversammlung setzte gemäss der damaligen Rechtslage ein obligatorisches Referendum an. Die Abstimmung fand am 10. März 1996 statt und ergab eine Ja-Mehrheit von 91,6 % sowie die Zustimmung aller Kantone; erneut resultierte in Vellerat keine einzige Gegenstimme. Der Übertritt erfolgte am 1. Juli 1996. Seit der Totalrevision der Schweizer Bundesverfassung 1999 unterliegen Gebietsabtretungen zwischen Kantonen nur noch dem fakultativen Referendum.
Auf Anregung von Gemeindepräsident Maxime Zuber beschloss der Gemeinderat von Moutier Ende 1997 die Durchführung einer kommunalen Volksabstimmung über den Kantonswechsel der Stadt. Der Berner Regierungsrat wies darauf hin, dass diese rein konsultativ und rechtlich nicht bindend sein würde. Sie fand am 29. November 1998 statt und ergab eine Ablehnung von 50,5 %. In der Interpretation des Ergebnisses waren sich die Separatisten einig, dass nicht etwa ein Stimmungsumschwung erfolgt sei, sondern dass sich ein Teil der eigenen Anhänger gegen einen Alleingang des Bezirkshauptorts ausgesprochen hatte.

## Versuch der endgültigen Lösung der Jurafrage

### Interjurassische Versammlung
In den ersten Jahren ihrer Tätigkeit unterbreitete die Interjurassische Versammlung Resolutionen zu verschiedenen Themen wie Wirtschaft, Gesundheit, Verkehr, Bildung und Kommunikation. Am 20. Dezember 2000 verabschiedete sie die Resolution 44, in der sie den Kanton Bern aufforderte, den Berner Jura bis Ende 2003 mit einem Autonomiestatut auszustatten. Ebenso sollten die grenzüberschreitende Zusammenarbeit deutlich ausgebaut und die Grundlagen für einen neuen Kanton erarbeitet werden, der beide Regionen umfasst. Die jurassische Regierung nahm die Resolution im Jahr 2001 vollumfänglich an, der Berner Regierungsrat jedoch nur teilweise, da er die vorgeschlagene Autonomie als zu weitreichend empfand.
Im September 2003 brachte das MAJ die Volksinitiative Un seul Jura («Ein einziger Jura») zustande, welche die Prüfung eines neuen jurassischen Kantons mit sechs Bezirken durch die Interjurassische Versammlung forderte. Gegen den Willen der Regierung nahm das Parlament die Initiative am 17. November 2004 an, das Ausführungsgesetz am 26. April 2006. Der bernische Grosse Rat verabschiedete am 16. Juni 2004 ein Sonderstatut für den Berner Jura, das eine gewisse Autonomie mit Zuständigkeiten in den Bereichen Schule und Kultur vorsah und am 1. Januar 2006 in Kraft trat. Der im selben Jahr geschaffene Conseil du Jura bernois übernahm die dezentralisierte Verwaltung in den festgelegten Bereichen, hatte aber keine gesetzgeberische Funktion. Da die Separatisten bei den ersten Wahlen zu diesem Rat überraschend gut abschnitten, fühlten sie sich ermutigt, weiterhin die Wiedervereinigung anzustreben.
Im Juni 2006 nahm die Interjurassische Versammlung ihre Arbeit an der Studie über einen neuen Kanton mit sechs Bezirken auf. Der am 18. Februar 2008 veröffentlichte Zwischenbericht sah nicht nur die Wiedervereinigung vor, sondern auch eine umfangreiche Gemeindefusion. Der neue Kanton, der seinen Namen und seine Flagge ändern würde, hätte dann nur noch sechs Gemeinden statt wie bisher 132; als Hauptort war Moutier vorgesehen. Separatistische Kreise priesen den Vorschlag als kühn und zukunftsgerichtet, während er auf probernischer Seite als zum Scheitern verurteilt galt. Am 4. Mai 2009 lag der Schlussbericht vor, der vier Varianten präzisierte: Die Wiedervereinigung von Kanton Jura und Berner Jura, die Schaffung zweier Halbkantone, die Schaffung eines neuen Kantons mit sechs Gemeinden sowie den «Status quo+», also ein Sonderstatus für den Berner Jura innerhalb des Kantons Bern. Während die jurassische Regierung sich für die Wiedervereinigung aussprach, bevorzugte der Berner Regierungsrat den «Status quo+».

### Ablehnung der Wiedervereinigung
Verhandlungen beider Kantonsregierungen über die Durchführung einer Volksbefragung mündeten am 20. Februar 2012 in der Unterzeichnung eines Abkommens durch die jurassische Ministerin Elisabeth Baume-Schneider und den Berner Regierungsrat Bernhard Pulver. Die Stimmberechtigten des Kantons Jura und des Berner Jura sollten darüber entscheiden können, ob Verhandlungen über einen aus beiden Regionen bestehenden neuen Kanton aufgenommen werden sollten. Für den Kanton Jura war eine Abstimmung über einen neuen Verfassungsartikel vorgesehen, im Berner Jura eine konsultative Abstimmung. Im Falle einer Zustimmung in beiden Gebieten würden Verhandlungen über ein interkantonales Konkordat beginnen, das die weiteren Schritte festlegen würde. Nach einer weiteren Abstimmung über das ausgehandelte Konkordat würde eine verfassunggebende Versammlung die Verfassung des neu zu schaffenden Kantons ausarbeiten. Sollte die dritte Abstimmung über die Verfassung ebenfalls eine Mehrheit ergeben, entstünde nach Zustimmung der Bundesversammlung ein neuer Kanton.
Während am 24. November 2013 im Kanton Jura eine Ja-Mehrheit von 76,6 % für einen neuen gemeinsamen Kanton resultierte, sprach sich der Berner Jura mit einem Nein-Anteil von 71,9 % dagegen aus. Im Berner Jura verzeichnete nur Moutier eine zustimmende Mehrheit (55,4 %), in Belprahon gab es ein Unentschieden. Gemäss dem Abkommen von 2012 konnten innerhalb von zwei Jahren Gesuche für die Durchführung kommunaler Abstimmungen gestellt werden, bei denen verbindlich die Frage nach einem Wechsel zum Kanton Jura gestellt werden sollte. Neben Moutier machten auch Belprahon, Crémines, Grandval und Sorvilier von dieser Möglichkeit Gebrauch. Noch fehlte dafür eine gesetzliche Grundlage. Der Berner Regierungsrat legte im Oktober 2015 einen Entwurf vor, den der Grosse Rat am 26. Januar 2016 billigte. Im Mai 2017 erklärten die Gemeinden Crémines und Grandval, doch keine Abstimmung durchführen zu wollen; als Grund nannten sie den Verzicht auf ein Gemeindefusionsprojekt mit Moutier.
Um Unregelmässigkeiten möglichst zu verhindern, vereinbarten Bundesrätin Simonetta Sommaruga und die Exekutiven beider Kantone im August 2016 mehrere für die Schweiz ungewöhnliche Massnahmen. Beispielsweise stellte das Bundesamt für Justiz Wahlbeobachter, die in keinem der beiden Kantone wohnten. Briefwahlstimmen mussten an das Bundesamt zurückgeschickt werden anstatt wie üblich an die Gemeindeverwaltung. Der Transport der Stimmzettel war zusätzlichen Sicherheitsvorkehrungen unterworfen. Zur Verhinderung von «Abstimmungstourismus» waren Personen, die nach einer festgelegten Frist (drei Monate vor der Abstimmung) zuzogen, von der Stimmabgabe ausgeschlossen. Im Gegensatz zu den Juraplebisziten der 1970er Jahre blieb es vor der Abstimmung friedlich, gegenseitige Provokationen und Anfeindungen beschränkten sich auf Beiträge in den sozialen Medien.

### Kantonswechsel von Moutier

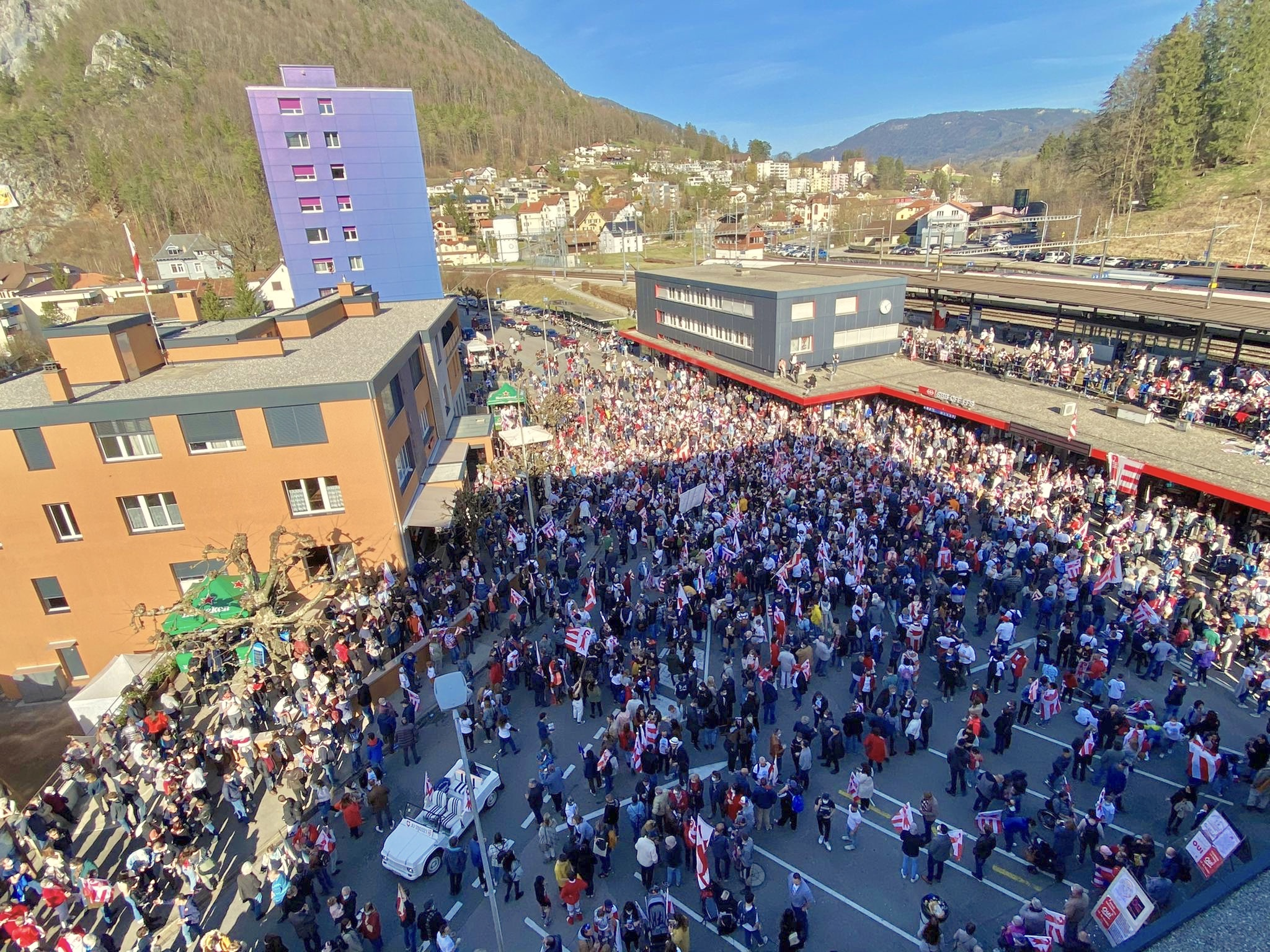
Separatisten warten in Moutier auf das Ergebnis (2021)

Bei der kommunalen Abstimmung am 18. Juni 2017 beschloss Moutier mit einem Anteil von 51,7 % den Wechsel zum Kanton Jura, die Beteiligung betrug 89,7 %. Hingegen sprachen sich am 17. September Belprahon mit 51,5 % und Sorvilier mit 66,1 % für den Verbleib beim Kanton Bern aus. In der Folge löste sich die Interjurassische Versammlung auf, während der Kanton Jura die Wiedervereinigungsgesetze UNIR und Un seul Jura aufhob. Nur wenige Tage nach der Abstimmung in Moutier gingen ein Dutzend Beschwerden wegen Unregelmässigkeiten ein. Allgemein rechnete man damit, dass sie zurückgewiesen würden. Umso grösser war die Überraschung, als Regierungsstatthalterin Stéphanie Niederhauser am 2. November 2018 das Ergebnis annullierte. Als Begründung nannte sie «Neutralitätsprobleme bei der von der Gemeinde herausgegebenen Abstimmungspropaganda» und «schwerwiegende Mängel bei der Organisation der Abstimmung». Die jurassische Regierung drückte ihre Verwunderung aus, da diese Abstimmung «die meistüberwachte in der Geschichte der Schweiz» gewesen sei; einige Tage später protestierten mehr als 5000 Personen in Moutier. Am 23. August 2019 wies das Berner Verwaltungsgericht eine Beschwerde des Gemeinderats und des Komitees Moutier ville jurassienne zum Teil zurück. Der Vorwurf der «fehlenden systematischen Kontrolle der Stimmberechtigten» sei zwar tatsächlich unzutreffend gewesen, jedoch hätten einzelne festgestellte Unregelmässigkeiten teilweise einen Einfluss auf das Ergebnis gehabt.
Das Mouvement autonomiste jurassien verzichtete darauf, das Urteil ans Bundesgericht weiterzuziehen. Dieser Schritt machte den Weg frei zu weiteren Verhandlungen zwischen den kantonalen Exekutiven und dem Bund. Sie einigten sich im Grundsatz darauf, die Abstimmung zu wiederholen, das Stimmregister zwecks besserer Kontrolle in elektronischer Form zu führen und dem Bundesamt für Justiz die alleinige Kontrolle des Wahlbüros zu überlassen. Schliesslich fand die zweite Abstimmung am 28. März 2021 statt. Die Stimmberechtigten von Moutier sprachen sich überraschend deutlich für einen Kantonswechsel aus; bei einer Beteiligung von 88,4 % stieg der Anteil der Ja-Stimmen auf 54,9 %. Mehrere tausend Menschen feierten das Ergebnis auf dem Bahnhofplatz, obwohl wegen der COVID-19-Pandemie keine Bewilligung für eine öffentliche Versammlung erteilt worden war. Im August 2022 reichten elf Einwohner von Moutier eine Beschwerde gegen das Ergebnis ein. Sie machten geltend, dass der Kanton Jura Zusicherungen zur Zukunft des Spitals gemacht habe, die er nun nicht einhalten wolle. Zwei Monate später erklärte die Regierungsstatthalterin die Beschwerde für unzulässig.
Am 24. November 2023 unterzeichneten der Berner Regierungsrat Pierre Alain Schnegg und seine jurassische Amtskollegin Nathalie Barthoulot das sogenannte Moutier-Konkordat, ein Abkommen zum Kantonswechsel von Moutier. Beide Kantonsparlamente genehmigten das Konkordat am 6. März 2024 jeweils mit deutlicher Mehrheit. Die Stimmberechtigten beider Kantone genehmigten das Konkordat bei der Volksabstimmung vom 22. September 2024 deutlich. Im Kanton Bern betrug die Zustimmung 83,2 %, im Kanton Jura 72,9 %. Die Bundesversammlung hat am 21. März 2025 dem Kantonswechsel zugestimmt, so dass der Wechsel Moutiers zum Kanton Jura am 1. Januar 2026 vollzogen werden kann.  Der Ständerat hat den entsprechenden Bundesbeschluss einstimmig, der Nationalrat mit 174 zu 14 Stimmen bei 2 Enthaltungen angenommen. Die Ablehnungen und Enthaltungen kamen aus der SVP-Fraktion.

### Ausblick

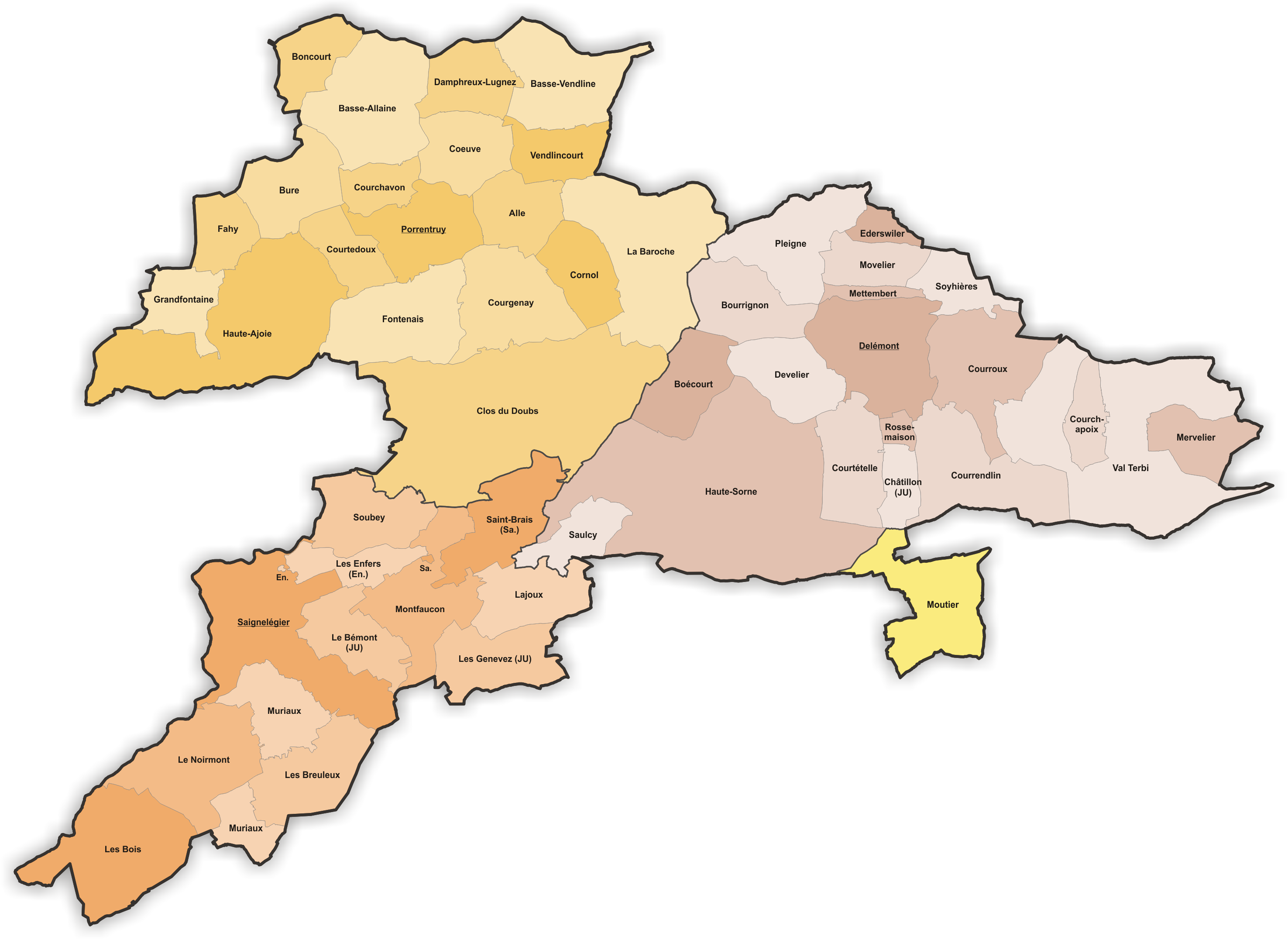
Der Kanton Jura ab 2026

Bereits vor der letzten Abstimmung hatte der Kanton Bern damit begonnen, mehrere Abteilungen der Verwaltungsregion Berner Jura, die bisher in Moutier konzentriert waren, schrittweise nach Tavannes und Reconvilier zu verlegen. Im Gegenzug hatte der Kanton Jura zugesagt, mehrere Abteilungen der kantonalen Verwaltung von Delsberg nach Moutier zu verlegen, darunter die Steuerverwaltung. Im Kanton Jura wird Moutier ab 2026 einen eigenen Bezirk und Wahlkreis bilden.
Seitens der Kantons- und Bundesbehörden gilt die Jurafrage als gelöst. Gegenteiliger Meinung sind die Separatisten, die insbesondere auf das sehr knappe Ergebnis in Belprahon hinweisen. Die Antiseparatisten wiederum sind besorgt, dass der Berner Jura durch den Wegfall der mit Abstand bevölkerungsreichsten Gemeinde stark an Bedeutung verlieren wird und der Sonderstatus mit garantierten Sitzen im Regierungsrat und Grossen Rat in Frage gestellt werden könnte.